# Sentido de circulação de tráfego

Pela direita (volante geralmente do lado esquerdo)
Pela esquerda (volante geralmente do lado direito)

Mapa do mundo mostrando o sentido de circulação dos países e as inversões.
Circulação pela direita
Circulava pela esquerda
Circulação pela esquerda
Circulava pela direita
Circulava em sentido oposto dependendo da localização

Sentido de circulação de tráfego é a forma pela qual os veículos devem ser conduzidos nas ruas e rodovias de cada país, no que diz respeito ao lado pelo qual se deve conduzir tais veículos, ou mesmo para os pedestres, que devem saber o sentido de circulação para poder atravessar as ruas com segurança.
A Convenção de Viena de 1968, das Nações Unidas, determina as regras básicas de trânsito, ainda que nem todos os países sejam seus signatários. Ainda assim, cada país tem sua própria legislação no que diz respeito ao tráfego de veículos, motorizados ou não (no Brasil chamada Código de Trânsito e em Portugal e Timor-Leste, Código da Estrada).

## Antecedentes
Na Inglaterra medieval, os cavaleiros empunhavam as espadas com a mão direita e se mantinham à esquerda para atacar possíveis oponentes com mais facilidade. Por influência deles, condutores de carroças adotaram a mão esquerda. Acredita-se também que os romanos em suas estradas trafegassem pela esquerda.
A mão-inglesa seria ainda a norma na maioria dos países se não fosse o canhoto Napoleão Bonaparte, que determinou que os cavalos fossem guiados à direita em seus domínios, uma clara rivalidade com a Inglaterra.
Nos Estados Unidos, na época das diligências, o cocheiro sentava-se a esquerda, para poder deixar a mão direita livre para conduzir os cavalos, prática que com o advento da indústria automobilística foi adotada por Henry Ford, onde o volante encontrava-se na esquerda, influenciando assim o restante do mundo. Dizem alguns historiadores que os Estados Unidos adotaram o sistema universal para enfatizar sua independência da Inglaterra.

## Terminologia

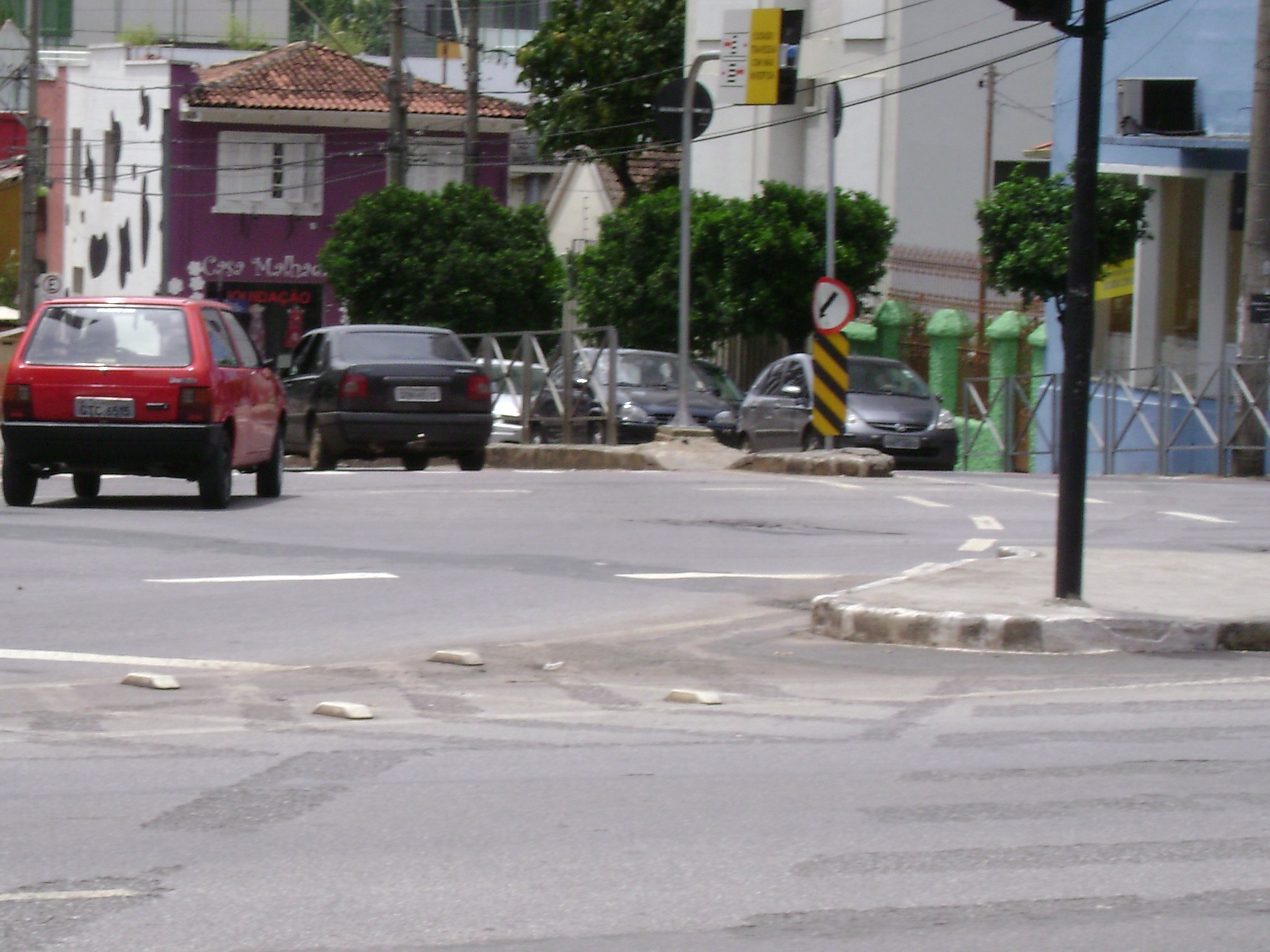
Rua Professor Morais, em Belo Horizonte, Brasil, onde a mão-inglesa é utilizada.

A condição de circulação de um país é na maioria das vezes determinada pelo lado por onde os veículos correm. Tendo esse referencial, os países são ditos ter circulação pela esquerda (LHT para left-hand traffic em inglês, frequentemente apelidada no Brasil de mão-inglesa) ou circulação pela direita (RHT para right-hand traffic). Porém, não é raro ter como referencial o lado onde se situa o volante e o banco do motorista. Assim, os países são ditos ter volante no lado esquerdo (LHD para left-hand drive) ou volante no lado direito (RHD para right-hand drive). Em quase todos os casos o lado do volante é oposto ao lado da circulação, assim veículos de países com circulação à esquerda (LHT) têm volante do lado direito (RHD) e vice-versa. Apesar disso, veículos cujo volante está no lado errado são permitidos em vários países: isto geralmente acontece em função do preço menor ou da maior facilidade de importação de veículos nessa condição. As Ilhas Virgens Americanas têm direção pela esquerda, mas em função da facilidade importam carros LHD dos Estados Unidos. O caso inverso se dá com o Peru, Camboja, Mianmar, Rússia (no seu extremo leste), Coreia do Norte, entre outros países, que têm direção pela direita mas importam carros RHD do Japão ou de países vizinhos também com direção pela esquerda.
As estradas fronteiriças comuns a países com diferente sentido de circulação possuem nas respectivas fronteiras um cruzamento em diagonal, por forma a que os automóveis do país de que vão sair, mudem para o sentido usado no país onde vão entrar. Este cruzamento pode ser nivelado ou desnivelado, conforme as possibilidades dos países em questão. Em todo o caso, o condutor tem, no ponto de transição, de rodar o volante cerca de 45 graus na direção do sentido usado na zona onde vai entrar, por forma a ficar desse lado da estrada a partir daí. É o mesmo processo que seria para entrar em contramão na zona de que vai sair. Por isso se torna bastante confuso para a maioria dos condutores, pois têm a sensação que estão a conduzir erradamente.
Exemplos de fronteiras que possuem este tipo de cruzamento são a fronteira entre o Brasil (condução pela direita) e Guiana (condução pela esquerda), a fronteira entre Angola (condução pela direita) e a Namíbia (condução pela esquerda), e a fronteira entre a China (condução pela direita) e a Índia (condução pela esquerda), entre ainda outras.

## Características

Tráfego pela direita

Tráfego pela esquerda

Há diferentes características entre as formas de circulação, que não são obrigatórias, havendo exceções pontuais e particulares:

### Pela direita (mão-francesa)
- ao dirigir, o tráfego na direção oposta vem da esquerda;
- a ultrapassagem é feita pela esquerda;
- os pedestres devem, ao atravessar uma rua de mão dupla, olhar primeiro para a esquerda e depois para a direita;
- as rotatórias são circundadas no sentido anti-horário;
- os pontos e paradas de ônibus se situam à direita da via;
- as placas de trânsito se situam majoritariamente no lado direito da via;
- o banco do motorista e volante se localizam do lado esquerdo e o motorista troca de marcha com a mão direita.

### Pela esquerda (mão-inglesa)
- ao dirigir, o tráfego na direção oposta vem da direita;
- a ultrapassagem é feita pela direita;
- os pedestres devem, ao atravessar uma rua de mão dupla, olhar primeiro para a direita e depois para a esquerda;
- as rotatórias são circundadas no sentido horário;
- os pontos e paradas de ônibus se situam à esquerda da via;
- as placas de trânsito se situam majoritariamente no lado esquerdo da via;
- o banco do motorista e volante se localizam do lado direito e o motorista troca de marcha com a mão esquerda.

## Sistemas de circulação

### Países e territórios com circulação pela direita
| - Afeganistão - Åland (FIN) - Albânia - Alemanha - Andorra - Angola (desde 1928) - Antilhas Neerlandesas (PBS) - Arábia Saudita - Argélia - Argentina (desde 1945) - Armênia - Aruba (PBS) - Áustria (desde 1938) - Azerbaijão - Bahrein (desde 1967) - Bélgica - Belize (desde 1961) - Benim - Bielorrússia - Bolívia - Bósnia e Herzegovina - Brasil - Burkina Faso - Burundi - Cabo Verde - Camarões (desde 1961) - Camboja - Canadá (circulação pela esquerda em algumas províncias até a década de 1920) - Cazaquistão - República Centro-Africana - Chade - Chile - China (desde 1946) - Colômbia - Comores - Congo - República Democrática do Congo - Coreia do Norte (?) - Coreia do Sul (desde 1946) - Costa do Marfim - Costa Rica - Croácia - Cuba - Curaçao (PBS) - Dinamarca (desde 1793¹) | - Djibuti - República Dominicana - Egito - El Salvador - Emirados Árabes Unidos - Equador - Eritreia (desde 1964, então parte da Etiópia) - Eslováquia (circulação pela esquerda de 1939 a 1941, então Tchecoslováquia) - Eslovênia (?) - Espanha (desde 1924) - Estados Unidos da América (desde 1792) - Estônia - Etiópia - Ilhas Faroé - Filipinas - Finlândia (desde 1858) - França - Gabão - Gâmbia (desde 1965) - Gana (desde 1974) - Geórgia - Gibraltar (RUN) (desde 1929) - Grécia - Groenlândia (DIN) - Guadalupe (FRA) - Guam (EUA) - Guatemala - Guiné - Guiné-Bissau (desde 1928) - Guiné Equatorial - Guiana Francesa (FRA) - Haiti - Honduras - Hungria (desde 1941) - Iêmen (desde 1977²) - Irã - Iraque - Islândia (desde 1968) - Israel - Itália - Jordânia - Kosovo - Kuwait - Laos | - Letônia - Líbano - Libéria - Líbia - Liechtenstein - Lituânia - Luxemburgo - Macedônia - Madagascar - Mali - Ilhas Marianas do Norte (EUA) - Marrocos - Ilhas Marshall - Martinica (FRA) - Mauritânia - Mayotte (FRA) - México - Micronésia - Moldávia - Mônaco - Mongólia - Montenegro - Mianmar (desde 1970) - Nicarágua - Níger - Nigéria (desde 1972) - Noruega - Nova Caledônia (FRA) - Omã - Uzbequistão - Países Baixos - Palau - Panamá (desde 1943) - Paraguai - Peru - Filipinas (desde 1946) - Polinésia Francesa (FRA) - Polônia - Porto Rico | - Portugal (desde 1928) - Qatar - Quirguistão - República Tcheca (desde 1939, então Tchecoslováquia) - Reunião (FRA) - Romênia - Ruanda - Rússia - Saara ocidental - São Pedro e Miquelão (FRA) - Samoa Americana (EUA) - San Marino - São Tomé e Príncipe - Senegal - Sérvia - Serra Leoa (desde 1971) - Síria - Somália (desde 1968) - Sudão (desde 1968) - Suécia (desde 1967) - Suíça - Svalbard (NOR) - Tajiquistão - Taiwan (desde 1946) - Território Britânico do Oceano Índico (RUN) - Togo - Tunísia - Turcomenistão - Turquia - Ucrânia - Uruguai (desde 1945) - Vanuatu - Vaticano - Venezuela - Vietnã - Wallis e Futuna (FRA) |

¹1758 em Copenhague.

### Países e territórios com circulação pela esquerda
Em itálico, o ano da mudança de sentido de circulação, ou o período em que houve circulação pela direita.
| - África do Sul - Anguilla - Antígua e Barbuda - Austrália e todas as suas possessões - Bahamas - Bangladesh - Barbados - Bermudas (RUN) - Botsuana - Brunei - Butão - Ilhas Cayman (RUN) - Chipre - Dominica - Essuatíni - Fiji - Granada - Guernsey (RUN) - Guiana | - Hong Kong - Ilha de Man (RUN) - Índia - Indonésia¹ - Irlanda - Jamaica - Japão (Okinawa até 1945-desde 1978) - Jersey (RUN) - Kiribati - Lesoto - Macau - Ilhas Malvinas (RUN) - Maurícia - Malásia - Malawi - Maldivas - Malta | - Moçambique - Montserrat (RUN) - Namíbia (desde 1918) - Nauru (desde 1918) - Nepal - Nova Zelândia e todas as suas possessões - Papua-Nova Guiné - Paquistão - Ilhas Pitcairn (RUN) - Quênia - Reino Unido - Ilhas Salomão - Samoa (desde 2009) - Santa Helena (território) (RUN) - Santa Lúcia - São Cristóvão e Névis - São Vicente e Granadinas - Seicheles | - Singapura - Somalilândia (de facto independente da Somália) - Sri Lanka - Suriname - Tailândia - Tanzânia - Timor-Leste (circulação pela direita de 1928 a 1975) - Tonga - Trinidad e Tobago - Ilhas Turks e Caicos (RUN) - Tuvalu - Uganda - Ilhas Virgens Americanas (EUA) - Ilhas Virgens Britânicas (RUN) - Zâmbia - Zimbábue |

Atualmente a circulação pela esquerda ("mão-inglesa") se dá em sete lugares na Europa: Reino Unido, Irlanda, Ilha de Man, Guernsey, Jersey, Malta e Chipre. Nenhum desses lugares mantém fronteira terrestre com países que tenham circulação pela direita e todos fizeram parte do Império Britânico. Alguns países da Commonwealth e outras ex-colônias britânicas, tais como Austrália, Barbados, Hong Kong, Singapura, Nova Zelândia, Bangladesh, Índia, Paquistão, Sri Lanka, Malásia, África do Sul e Trinidad e Tobago dirigem pela esquerda, mas outros — Canadá, Gâmbia, Gana, Nigéria, Serra Leoa e os Estados Unidos dirigem pela direita. Outros países que dirigem pela esquerda na Ásia são Tailândia, Indonésia, Butão, Nepal, Timor-Leste e Japão. Na América do Sul, apenas a Guiana e o Suriname dirigem pela esquerda, assim como a maioria dos países da Oceania, seguindo a Austrália e a Nova Zelândia, com Samoa invertendo a circulação da direita para a esquerda em 7 de setembro de 2009, o primeiro país a mudar o sentido de circulação em três décadas.

## Veículos

### Posição do motorista
Na maioria dos primeiros automóveis, o motorista se sentava em posição central. Alguns fabricantes mais tarde optaram por deixar a posição do motorista próxima ao passeio (português europeu) ou calçada (português brasileiro) para ajudar o motorista a evitar muros e outros obstáculos. Ao mesmo tempo, outros fabricantes optaram por colocar a posição do motorista próxima ao centro da via para dar ao motorista a capacidade de ver o mais longe possível durante a condução. Este último foi o padrão que acabou por predominar.

### Bicicletas
Assim como o ato de cavalgar, no qual quem monta prefere fazê-lo pelo lado esquerdo do cavalo, as bicicletas também se desenvolveram para serem montadas pelo lado esquerdo. As transmissões por correia, de uso quase unânime em bicicletas são montadas do lado direito desta, o que diminui o risco de interferência ou sujeira com a correia. Os ciclistas também podem caminhar com a bicicleta à sua direita sem ter esses risco. Tal configuração é totalmente adequada ao uso em vias cuja direção se dê pela esquerda, podendo sair da bicicleta ou parar junto ao meio-fio pela esquerda, estendendo a perna direita, o que torna o uso fácil para usuários destros.
O ato de subir em um cavalo do lado esquerdo se deve à cavalaria, pois como a maioria dos soldados é destra, se usa a espada do lado esquerdo, daí é mais fácil passar a perna direita sem espada por sobre a montaria.

### Restrições legais para veículos com posição errada do motorista
Por razões de segurança, políticas ou por protecionismo econômico, alguns países proíbem a venda ou importação de veículos com o volante do lado "errado".
No Quênia, é ilegal registrar veículos com volante do lado esquerdo, regra estabelecida pelo Kenya Bureau of Standards. Exceções são feitas a veículos especiais, tais como ambulâncias, carros de bombeiros, veículos de construção ou que sejam doados ao governo queniano.
Na Austrália veículos que não sejam de coleção (i.e., com menos de 30 anos) com volante na esquerda são ilegais. Veículos nessa configuração devem ser convertidos para ter volante na direita (transformação que custa caro) ou conduzidos com uma permissão que impõe severas restrições. Todavia, a Austrália Ocidental e o Território do Norte (lugares que várias vezes abrigaram unidades militares dos Estados Unidos) tiveram veículos importados desse país, vendidos localmente têm veículos com volante na esquerda em circulação. O Território da Capital Australiana, já autorizou no passado o registro de veículos que não sejam de coleção com o volante do lado errado, mas mudou sua legislação.
Na Índia, veículos com volante na esquerda não podem ser vendidos comercialmente aos fregueses, mas podem ser importados para pesquisa e testes sob autorização do governo.
Na Nova Zelândia, veículos com volante na esquerda podem ser importados localmente e conduzidos com uma autorização especial. Desde 1999, somente veículos com mais de 20 anos podem ser importados por razões particulares. Diplomatas estão isentos dessas restrições.
Nas Filipinas, veículos com volante na direita estão proibidos. Ônibus estatais e vans importadas do Japão estão convertidas para ter o volante na esquerda, recebendo portas do lado direito. Esta proibição foi feita como resultado do aumento de acidentes com veículos importados sem adaptação. Entretanto, alguns veículos mantêm suas portas do lado esquerdo, o que leva à perigosa situação na qual os passageiros têm de sair enfrentando o tráfego.
O Camboja proibiu o uso de veículos com volante na direita, muitos dos quais trazidos da Tailândia. Em 2001, os veículos com volante do lado errado perfaziam 80% do total da frota do país. O governo cambojano ameaçou confiscar todos os veículos nessa condição a não ser que fossem adaptados para ter o volante na esquerda, apesar do grande custo da conversão. De acordo com uma notícia da BBC, mudar a coluna de direção da direita para a esquerda custaria algo entre 600 e 2000 dólares, num país no qual a renda anual média não chegava a 1000 dólares.

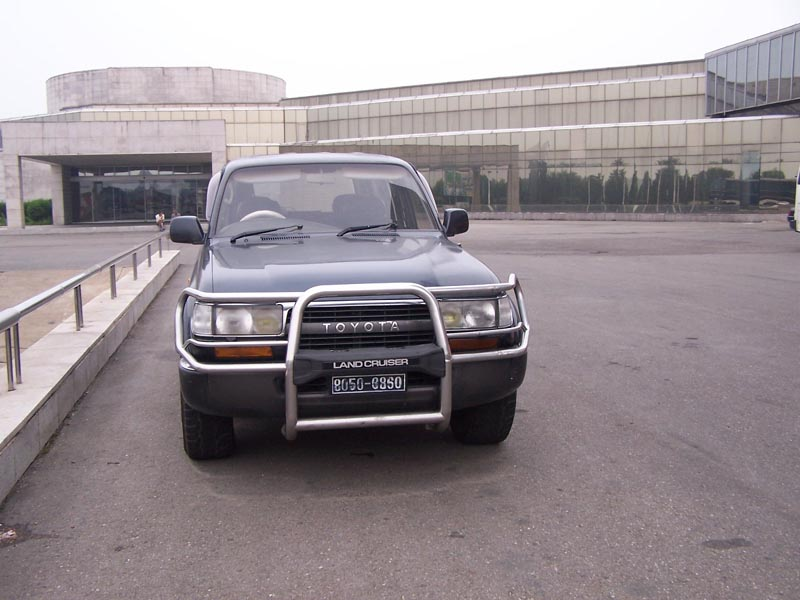
Toyota Landcruiser com volante na direita diante de um hotel em Pyongyang.

Embora dirija na direita, a Coreia do Norte importou muitos veículos usados do Japão, desde ônibus turísticos até Toyota Land Cruiser.
Entretanto, muitos veículos trazidos através de importação paralela do Japão para países como Rússia e Peru já vêm convertidos para ter o volante na esquerda. Mas mesmo se a posição do motorista é deixada inalterada, alguns lugares exigem ao menos a substituição das lâmpadas dianteiras.
Singapura baniu a importação de veículos com volante na esquerda para uso pessoal local, mas permite uso temporário por turistas e isenta o corpo diplomático dessa regra.
Em Taiwan, o artigo 39 das Regras de Segurança Viária exige um volante na esquerda de um veículo para aprovação na inspeção de registro do veículos, de forma que veículos com volante na direita não podem ser registrados em Taiwan. Mas como esta regra não se aplica retroativamente, um veículos nessas condições pode ser conduzido, tendo um registro anterior à lei.
Trinidad e Tobago proíbe veículos com volante na esquerda exceto para cidadãos locais que estão retornando ao país e trazendo consigo um veículo para uso pessoal. A outra exceção é a importação de carros fúnebres.
Na África Ocidental, Gana e Gâmbia, ex-colônias britânicas também proibiram veículos com volante na esquerda, quando o sentido de circulação local foi passado da esquerda para a direita. Gana proibiu novos registros de veículos com volantes na esquerda depois de 1 de agosto de 1974, três dias antes da mudança do sentido de circulação no país, feita em 4 de agosto. Veículos com volante na esquerda podem ser trazidos de Serra Leoa, como no caso de programas humanitários, mas devem ser retirados do país ao fim da operação.
Muitas das proibições a veículos com volantes do lado errado aplicam-se apenas ao registro local de veículos. Países que assinaram a Convenção de Viena sobre Circulação não são autorizados a fazer tal tipo de restrição a veículos registrados no exterior. Omã e Azerbaijão, que não assinaram a Convenção de Viena sobre o tema, baniram todos os veículos com volante na direita.
Qualquer veículo, seja com volante na direita ou na esquerda, pode ser registrado em qualquer país da União Europeia, mas há restrições. Eslováquia e Polônia, apesar de serem membros da UE, não permitem registro local de veículos com volante na direita, mesmo se o veículo for importado de um dos três países da UE que dirigem na esquerda       (Irlanda, Chipre e Malta). Lituânia e Ucrânia proibiram registros de veículos com volante na direita desde 1993.

### Ônibus

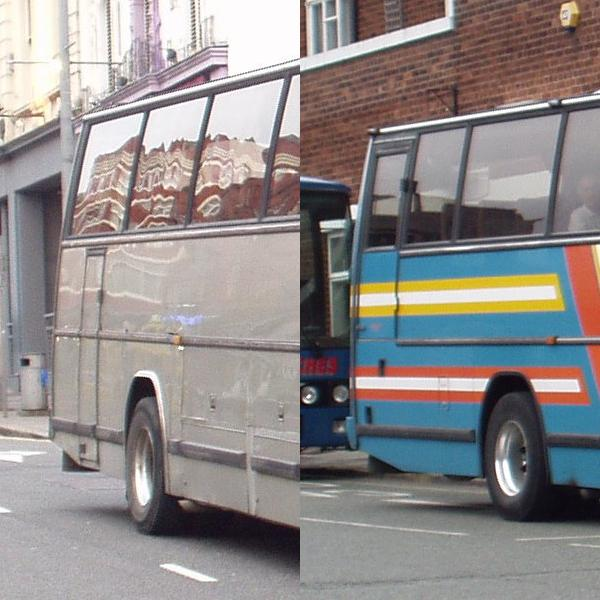
Comparação da "porta continental" (esquerda) com a saída de emergência padrão (direita) nos ônibus Plaxton Paramount.

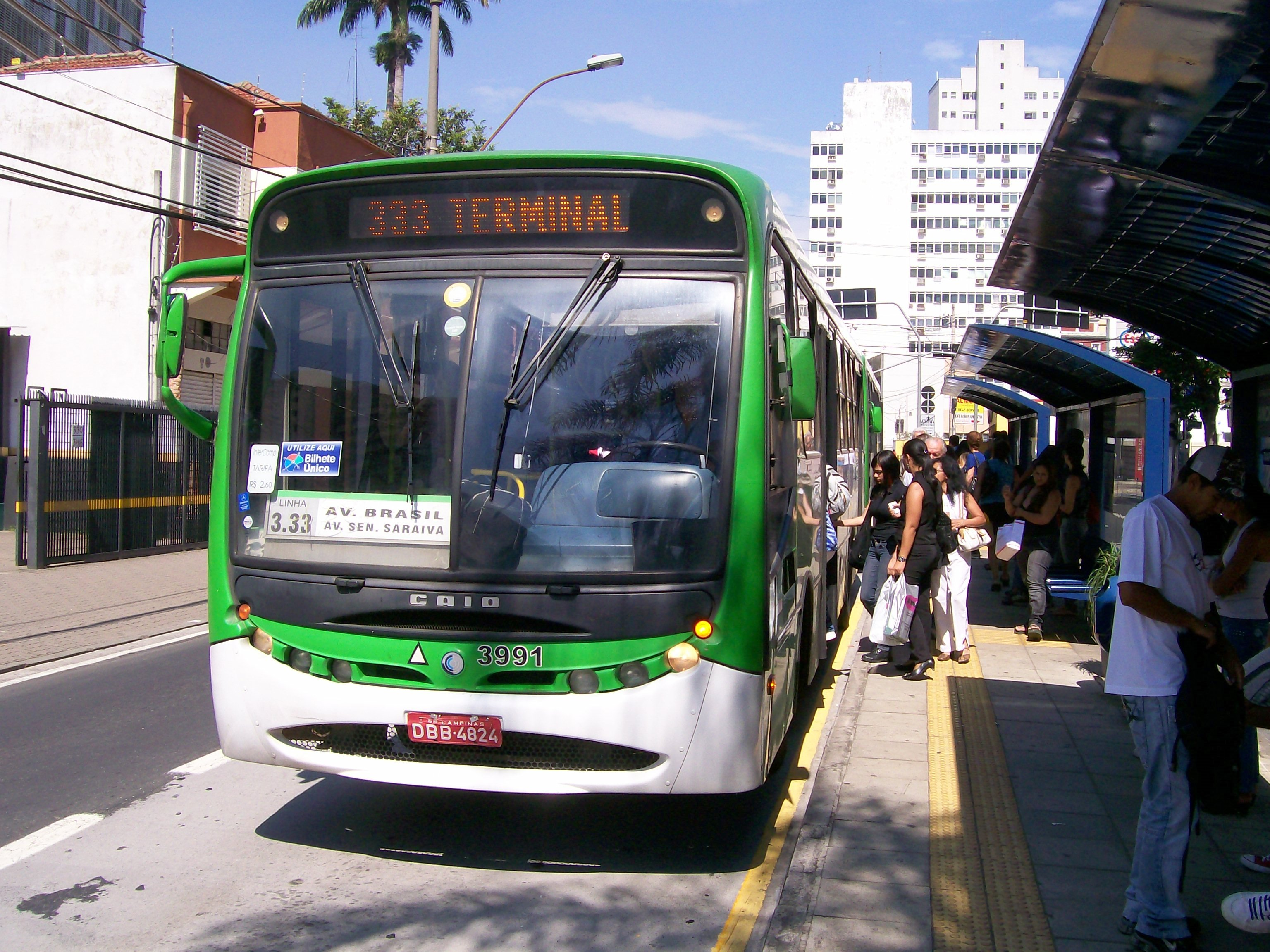
Ônibus com portas adicionais do lado esquerdo em Campinas.

Ônibus normalmente têm portas para embarque e desembarque de passageiros apenas do lado próximo à calçada, o que restringe severamente sua habilidade em operar do outro lado da rua para o qual foi projetado. Mas, cada vez com maior frequência, ônibus de turismo, que podem ter de cruzar fronteiras durante viagens, podem ter uma porta adicional do lado oposto, para simplificar o acesso num outro país. No Reino Unido tal porta é conhecida como continental door ("porta continental"), dada sua utilidade na Europa continental. Ela se parece com uma saída de emergência, mas é muito mais amigável que uma porta projetada apenas para uso em emergências.
Há ônibus com portas dos dois lados, que permitem a operação em pontos de ônibus no canteiro central das avenidas, como se vê em algumas cidades do Brasil: dentre elas, São Paulo, Campinas, Santo André, Uberlândia, Porto Alegre, etc.
Alguns sistemas de BRT operam com ônibus que têm portas apenas ao lado oposto ao da calçada, projetados para parar apenas em estações ou pontos que fiquem no meio das avenidas, tais como o sistema do Corredor Anhanguera em Goiânia, o TransMilenio de Bogotá, na Colômbia e o Rea Vaya, em Joanesburgo, África do Sul.

### Veículos postais e de serviços em geral

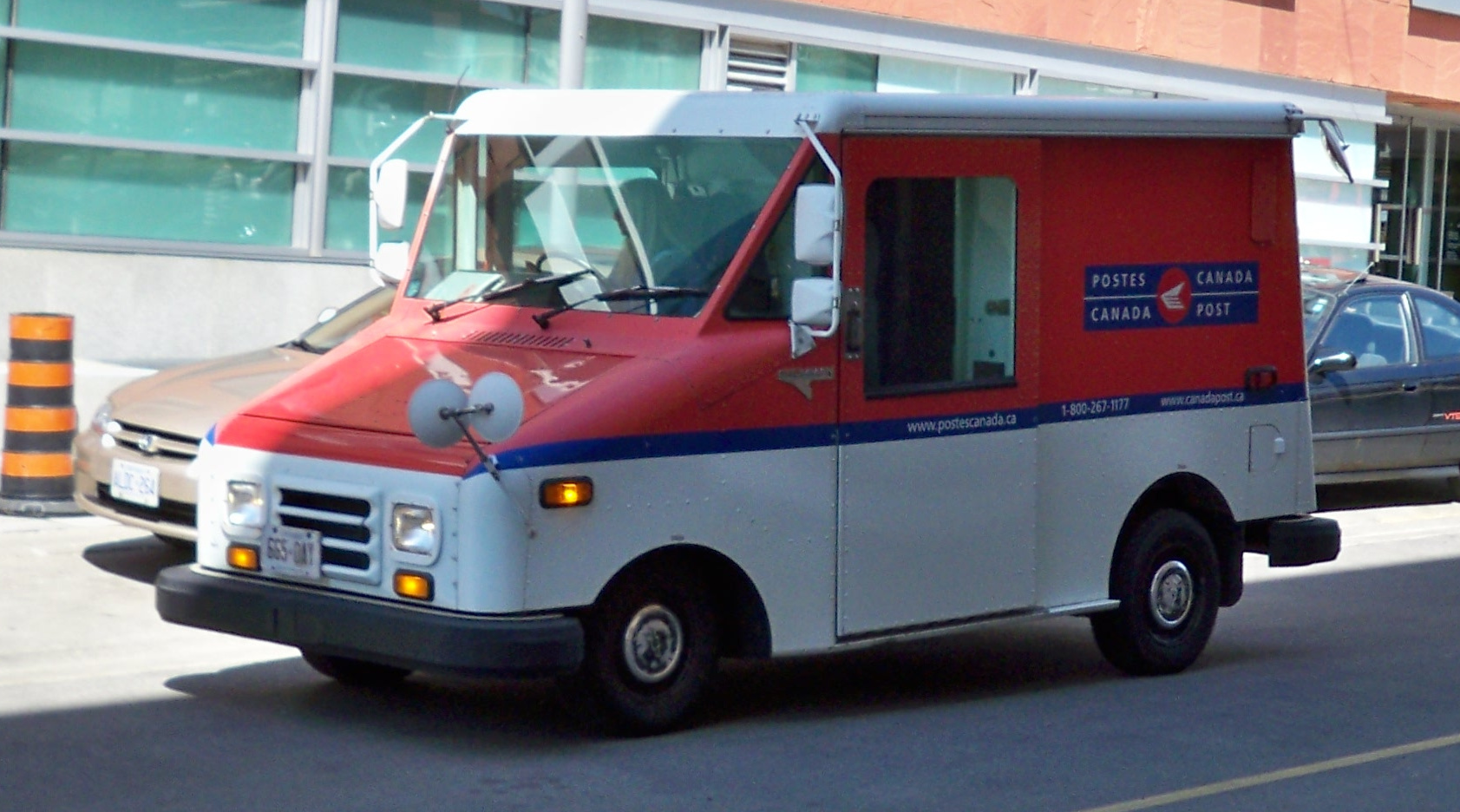
Um veículo de entregas do serviço postal canadense (Canada Post) com volante na direita. Espelhos adicionais foram colocados para aumentar a visibilidade

Veículos dos correios de países como Estados Unidos, Canadá, Finlândia, Estônia e Suécia têm o volante do lado oposto em relação aos demais. Isto facilita o acesso à calçada e permite que o motorista não tenha de caminhar em volta do veículo para fazer entregas, ou até mesmo possa entregar correspondências sem descer.
Na Austrália e no Reino Unido caminhões de lixo com volante na esquerda são comuns para que o motorista possa ver a calçada com mais facilidade enquanto os coletores fazem seu serviço. Adicionalmente, alguns desses veículos têm controles duplos, com volante e pedais dos dois lados da cabine, permitindo ao motorista conduzir o veículo do lado que for melhor em cada momento.

## Casos específicos por país ou território

### Afeganistão
O tráfego pela direita foi introduzido no Afeganistão por Ghulam Mohammad Farhad, prefeito de Cabul, no início da década de 1950, primeiramente em Cabul e mais tarde no restante do país. Todavia, a maior parte dos veículos que circulam no país têm volante na direita e importados do vizinho Paquistão (com exceção de Herat e outras províncias ocidentais). Na capital Cabul, muitos motoristas adaptaram-se a esse problema, projetando o corpo sobre o assento do passageiro (neste caso, do lado esquerdo do veículo) antes de virar à esquerda ou ultrapassar veículos que venham no sentido oposto. O país também possui atualmente uma grande quantidade de veículos militares dos Estados Unidos, Canadá e da União Europeia, muitos dos quais com volante na esquerda.

### África do Sul

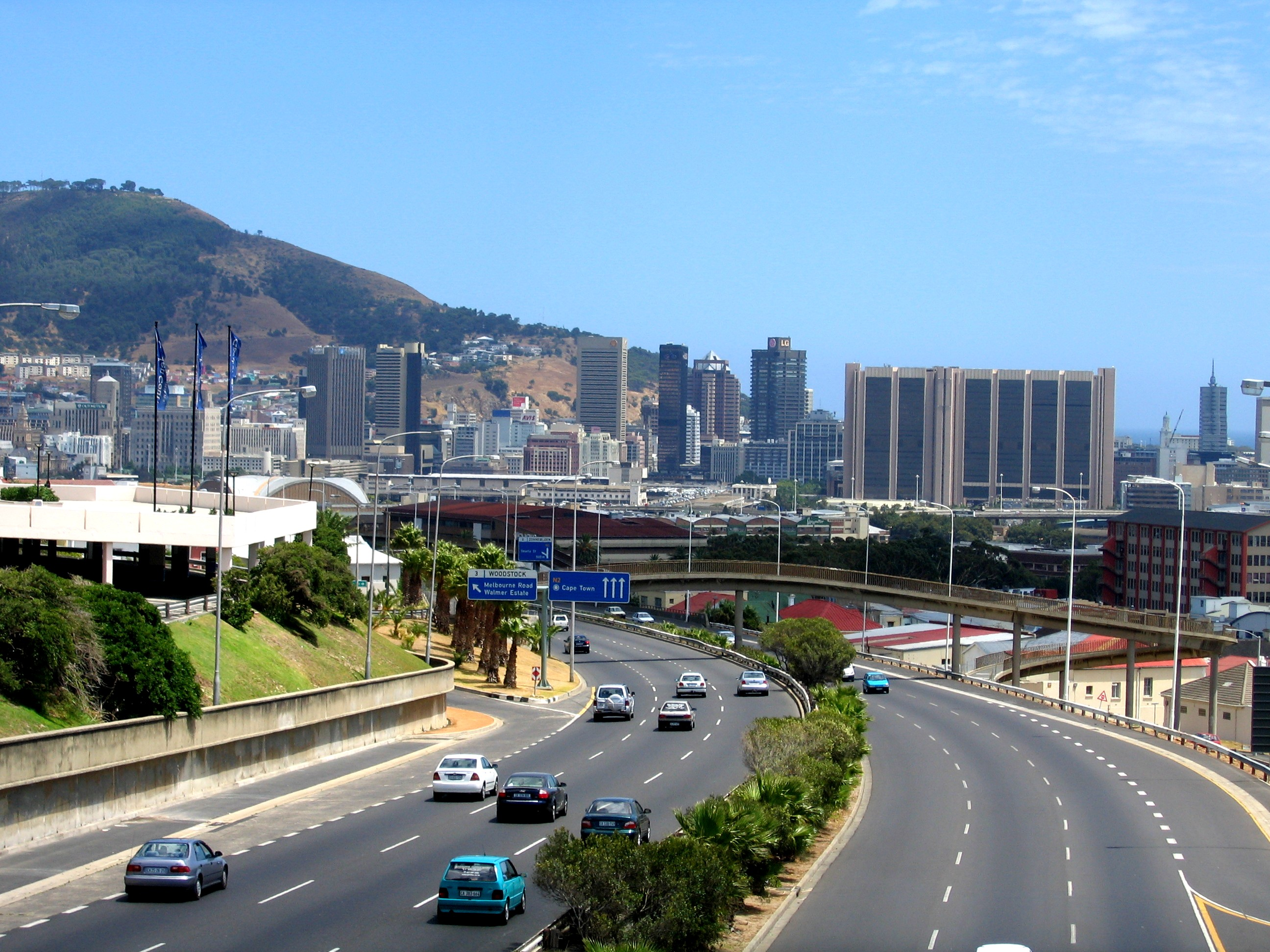
A rodovia N2 nas proximidades da Cidade do Cabo.

Como herança da colonização britânica, a África do Sul tem condução pela esquerda. Isto também influenciou os países vizinhos. Após a África do Sul ter invadido a África do Sudoeste (atual Namíbia) durante a Primeira Guerra Mundial, impôs a circulação pela esquerda como efeito do mandato concedido pela Liga das Nações. Como ex-colônia alemã, o território tinha circulação pela direita.

### Argentina
Quando a Rodovia Pan-americana, do Alasca ao Cabo Horn, foi planejada na década de 1930, foi decidido que ela deveria manter seu sentido de circulação pelo mesmo lado ao longo de toda a sua extensão. Poucos países ao longo da rota tinham direção pela esquerda, sendo um deles a Argentina. Em 10 de outubro de 1944, o Decreto Nacional 26965 foi publicado, introduzindo a circulação pela direita na Argentina oito meses depois, em 10 de junho de 1945. Limites de velocidade mais baixos mantiveram o número de acidentes fatais depois da mudança. O dia 10 de junho ainda é observado a cada ano como Día de la Seguridad Vial ("Dia da Segurança Viária") na Argentina.
Os trens construídos pelos ingleses, assim como o Metrô de Buenos Aires circulam pela esquerda, em função de a conversão dos controles para o outro lado ser dispendiosa.

### Austrália
A Austrália tem circulação pela esquerda. Esta decisão foi tomada no início do século XIX na então colônia de Nova Gales do Sul pelo governador Lachlan Macquarie após a construção da primeira rodovia, seguindo a prática do Reino Unido. Todos os veículos com volante na esquerda devem ser adaptados para ter o volante do outro lado se tiverem menos de 30 anos, com exceção da Austrália Ocidental, onde se exigem 15 anos para o registro.

### Áustria-Hungria
O Império Austro-Húngaro tinha circulação pela esquerda. Os países surgidos após o fim desse império passaram à circulação pela direita separadamente. A Áustria fez tal mudança em estágios, a partir do oeste:
- Vorarlberg: 1919;
- Tirol e metade ocidental de Salzburgo: 1930;
- Caríntia e Tirol Oriental: 1935;
- Alta Áustria, Estíria e metade oriental de Salzburgo: 1 de junho de 1938;
- Baixa Áustria: 19 de setembro de 1938.

A Galícia polonesa mudou a circulação para a direita por volta de 1924. A Checoslováquia planejou realizar a mudança para a direita em 1 de maio de 1939, mas a mudança realizada na Boêmia e na Morávia foi apressada pela invasão alemã (Boêmia: 17 de março de 1939, Praga: 26 de março). A Hungria atrasou a mudança: inicialmente planejada para junho de 1939, foi adiada e finalmente realizada às três horas da madrugada de 6 de julho de 1941 no interior do país e às três horas da madrugada de 9 de novembro de 1941 em Budapeste.

### Bahamas
Como ex-colônia britânica, as Bahamas têm circulação pela esquerda. Muitos veículos são importados dos Estados Unidos sem adaptações.

### Bangladesh
Também ex-colônia britânica, Bangladesh tem circulação pela esquerda e todos os veículos têm volante na direita. Em função da legislação de trânsito, todos os veículos devem ter o volante na direita, com exceção dos veículos dos corpos diplomático e consular em função do status diplomático.

### Bélgica
Antes de 1899, não havia sistema de circulação uniforme na Bélgica: havia lugares que dirigiam na esquerda e na direita. A partir de 1 de agosto de 1899, a circulação pela direita foi imposta a todo o país.

### Belize
Sendo ex-colônia britânica, Belize teve circulação pela esquerda até 1961, quando houve a mudança para a direita em antecipação à construção da Rodovia Pan-americana, que passaria pelo país. Contudo, após o Furacão Hattie o governo teve de realocar as verbas destinadas à rodovia para o auxílio às vítimas, o que fez com que a Pan-americana deixasse de passar por Belize.

### Bósnia e Herzegovina
Bósnia e Herzegovina fez parte do Império Austro-Húngaro no início do século XX e após o fim do Império, passou a ter circulação pela direita.

### Bolívia
A Bolívia, assim como a grande maioria dos países sul-americanos, tem direção pela direita com exceção do notório "El Camino de la Muerte" ("O caminho da morte") ou simplesmente conhecida como rodovia Yungas, na qual se dirige pela esquerda. A razão para essa configuração é auxiliar os motoristas a verem seu lado enquanto passam pela estrada.

### Brasil

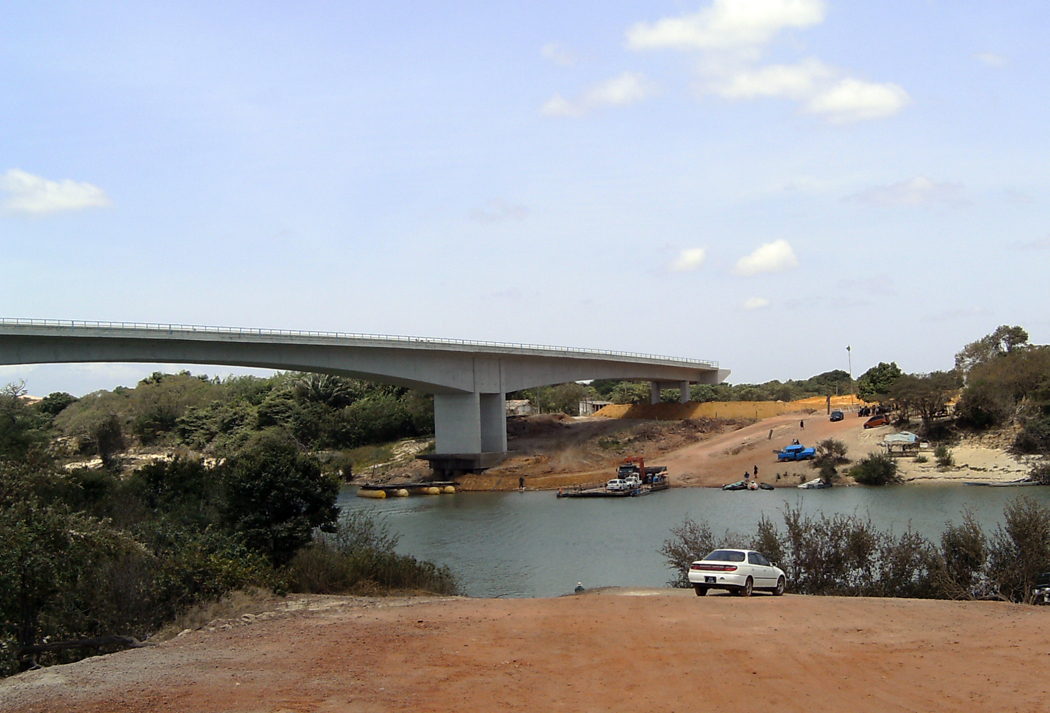
A Ponte sobre o Rio Tacutu, na fronteira Brasil-Guiana, é o único ponto na América do Sul com mudança de sentido de circulação inteiramente por via terrestre.

No Brasil, a circulação pelo lado direito da via é assim determinada nacionalmente desde o Decreto 18.323, de 24 de julho de 1928. Todavia, antes de 1928, havia estados que adotavam a circulação pela esquerda (popularmente denominada mão-inglesa). Atualmente, a circulação pela esquerda só acontece em lugares com sinalização especial para acomodar necessidades pontuais de tráfego, tais como Curitiba, Natal e Belo Horizonte. Na cidade de São Paulo, a Praça da Luz e a Rua João Teodoro no bairro do Bom Retiro possuem tráfego em mão-inglesa. Não obstante, o Brasil possui a única travessia internacional com mudança de sentido de circulação na América do Sul: a Ponte do Rio Tacutu, entre a cidade de Bonfim, em Roraima e a cidade de Lethem, na Guiana, inaugurada em 2009 e que acontece através de um viaduto com passagem inferior cruzando-se do lado guianense da fronteira.

### Birmânia (Myanmar)
Na condição de ex-colônia britânica, os veículos na Birmânia (também chamado Myanmar) circularam pela esquerda até 1970; o governo militar de Ne Win decretou que o tráfego passaria a ser pela direita a partir de 7 de dezembro de 1970. Alega-se que isto teria sido feito em função do conselho de um astrólogo a Ne Win, dizendo "mude para a direita". Apesar da mudança, a maioria dos veículos que circulam no país continuam a ter volante na direita, sendo tanto anteriores à mudança ou de segunda mão, importados do Japão, da Tailândia e de Singapura. Os ônibus importados do Japão, que nunca tiveram o volante adaptado, receberam portas do lado direito em posição não usual, diferentemente dos que são usados nas Filipinas. Muitos veículos são conduzidos com um passageiro ao lado para ajudar o motorista a saber se é seguro ultrapassar ou não, à medida que o motorista não consegue ver isso com segurança dirigindo do lado direito do veículo.

### Camboja
O Camboja segue a direção pela direita em função da colonização francesa. A partir de 2001 os veículos com volante na direita, geralmente de segunda mão e vindos da Tailândia, foram proibidos.

### Canadá

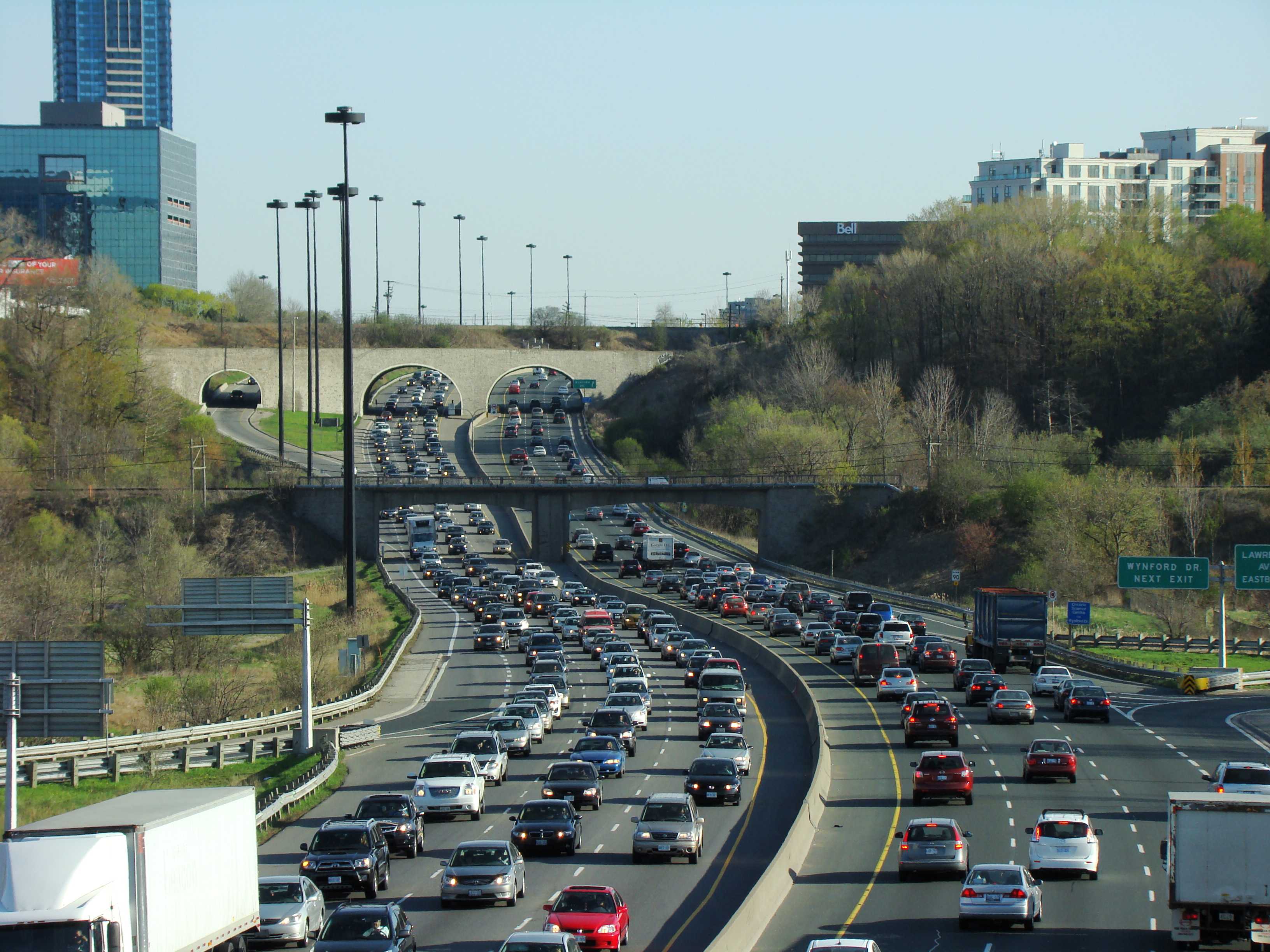
Uma via expressa canadense

O Canadá tem circulação pela direita e veículos com volante na esquerda. Até a década de 1920, o sentido de circulação no Canadá variava conforme o lugar: a Colúmbia Britânica, Nova Brunswick, a Nova Escócia e a Ilha do Príncipe Eduardo tinham circulação pela esquerda e as demais províncias tinham circulação pela direita. Começando pela Colúmbia Britânica em 15 de julho de 1920 e terminando na Nova Escócia em 1 de maio de 1924, as províncias remanescentes passaram a ter circulação pela direita. Terra Nova e Labrador passou a fazer parte do Canadá somente em 1949 e teve circulação pela esquerda até 2 de janeiro de 1947.
Centenas de milhares de veículos com volante à direita foram montados no Canadá durante a Segunda Guerra Mundial para uso militar entre 1940 e 1945. A razão se deve à necessidade de construir veículos para os militares do Reino Unido, que perdera a maior parte de seus veículos militares na Retirada de Dunquerque, em 1940, o que fez surgir a necessidade de mandar produzir os veículos no Canadá. Tais veículos foram enviados não só para o Reino Unido, mas também para a Austrália, a Nova Zelândia, a África do Sul e a Índia. Alguns também foram fornecidos à União Soviética após o estabelecimento de aliança. Uns poucos foram retirados das tropas canadenses em Hong Kong e fornecidos ao Exército dos Estados Unidos nas Filipinas foram usados até a invasão japonesa. No pós-guerra, milhares veículos canadenses com volante na direita foram fornecidos às Nações Unidas para auxílio (UNRRA) de países profundamente afetados pela II Guerra, tais como Checoslováquia e Grécia. Na década de 1950, durante a Guerra Fria, outros foram fornecidos a aliados: Noruega, Países Baixos, França e Itália.
Há alguns veículos com volante na direita no Canadá, tais como os veículos de entrega dos correios, que possuem espelhos adicionais para aumentar a visibilidade do motorista. Alguns caminhões de lixo têm controles duplos para permitir ao motorista acesso imediato, não importando o lado da rua no qual ele esteja.

### Caribe
Os países anglófonos do Caribe também mantêm a regra de circulação pela esquerda, com os carros tendo volante pela direita. É o caso de Barbados, da Jamaica e de Trinidad e Tobago, dentre outros.
Entretanto, algumas ilhas nas Pequenas Antilhas (tais como as Ilhas Virgens Britânicas, as Ilhas Virgens Americanas, as Ilhas Cayman, as Ilhas Turks e Caicos e as Bahamas), muitos veículos de passeio têm volante na esquerda (apesar da circulação pela esquerda), sendo importados dos Estados Unidos ou do Brasil. Somente alguns veículos oficiais e aqueles importados de países como Japão e Reino Unido, dentre outros, têm volante na direita.
As Antilhas francesas (Guadalupe, Martinica, Saint-Martin) e as Antilhas neerlandesas (Bonaire, Curaçao e Sint Maarten) têm circulação pela direita, usando veículos com volante na esquerda, configuração idêntica às dos países europeus aos quais pertencem ou em muitos países das Américas.

### China (vide também Hong Kong e Macau)
Antes de 1946, a China possuía circulação tanto pela esquerda (nas províncias meridionais, como Guangdong), como pela direita (nas províncias setentrionais). A partir desse ano, a China passou a ter circulação apenas pela direita. Hong Kong (possessão ultramarina britânica) e Macau (possessão ultramarina portuguesa) continuam a ter circulação pela esquerda após o retorno ao controle chinês, em 1997 e 1999, respectivamente.

### Coreias
Desde o final da Segunda Guerra Mundial, a circulação na Coreia do Norte e na Coreia do Sul se dá pela direita. Mas na antiga Coreia, o tráfego circulava pela esquerda em função de haver influência da dinastia chinesa Qing. Em 1910, quando o Japão invadiu e anexou a Coreia manteve-se a circulação pela esquerda.
Em 8 de setembro de 1945, tropas dos Estados Unidos chegaram à metade sul da Coreia enquanto ao mesmo tempo tropas soviéticas chegaram pelo norte. Logo depois a península foi dividida na altura do Paralelo 38 Norte. O tráfego pela direita foi implementado nos dois países em função de os veículos (especialmente os militares) serem de fabricação russa e americana, com volante na esquerda.

### Croácia
A Croácia fez parte do Império Austro-Húngaro até a Primeira Guerra Mundial, tendo após o colapso do Império passado a circulação da esquerda para a direita. Em certas entradas de estacionamentos do lado esquerdo de uma rua com sentido único, a entrada e a saída são invertidas, de forma a garantir um fluxo de entrada e saída sem obstruções. Um exemplo é o estacionamento da Galeria Importanne. Isto foi feito de modo a evitar tal tipo de cruzamento, entre o tráfego que vem da rua e o que sai do estacionamento.

### Chipre
Na condição de ex-colônia britânica, Chipre manteve a circulação pela esquerda, com os carros locais sendo vendidos com a configuração adequada (i.e., volante do lado direito). Todavia, em função do seu isolamento político e econômico, há um considerável número de veículos com volante do lado esquerdo na autoproclamada República Turca do Norte do Chipre (RTNC), importados da Turquia na década de 1980. Atualmente, importar veículos nessa configuração, com exceção de ônibus, é proibido na RTNC. Em função de o Chipre agora pertencer à União Europeia, é comum encontrar veículos com o volante na esquerda (tanto de turistas, quanto de importados de segunda mão de outros países da UE com circulação pela direita). Um número crescente de veículos com volante na direita importados extraoficialmente do Japão e do Reino Unido agora são vendidos dos dois lados da ilha.

### Espanha

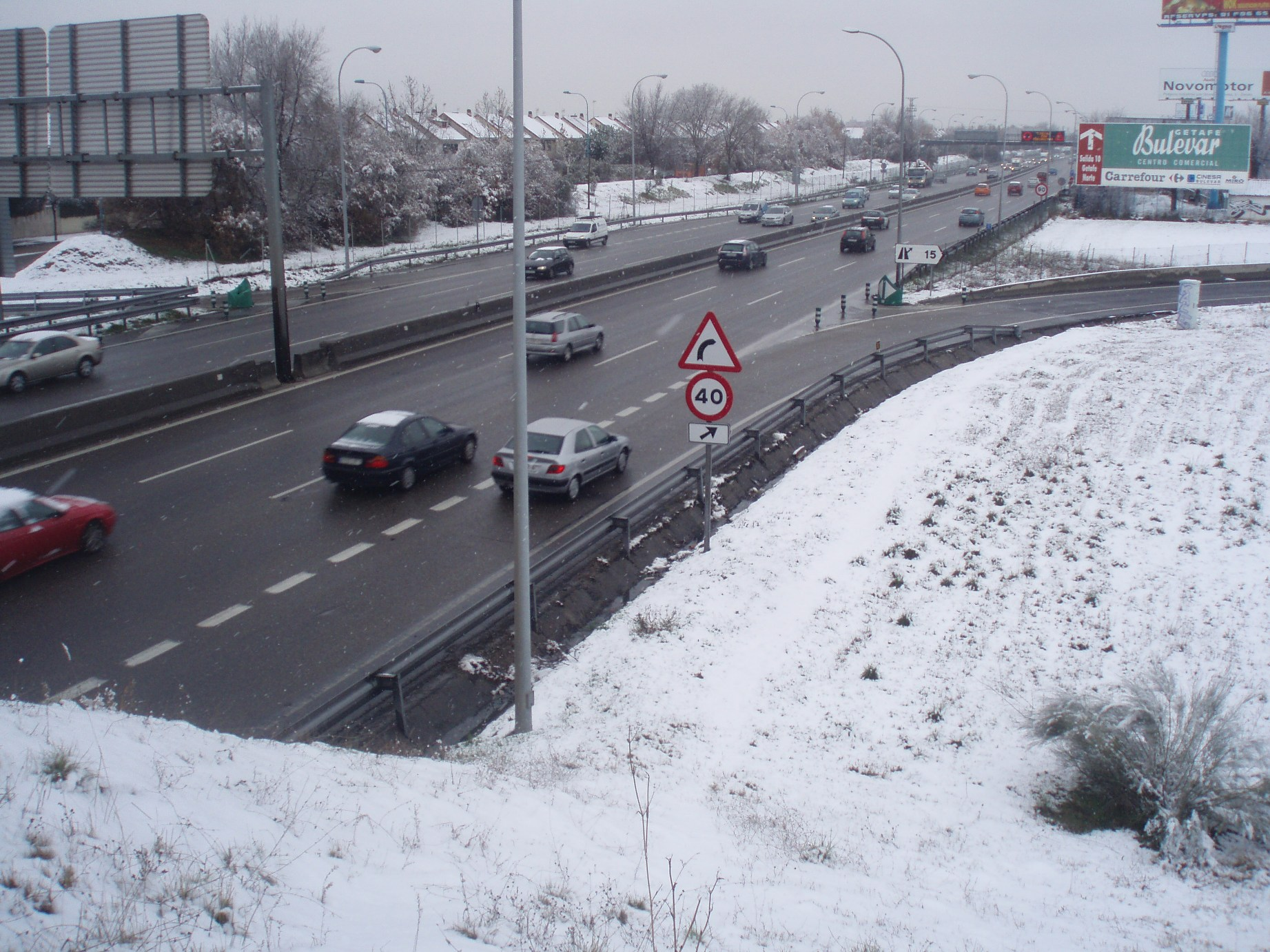
Rodovia A42, próxima a Madrid.

A Espanha tem circulação pela direita. Mas na sua capital, Madrid, a circulação pela esquerda ocorreu até 10 de abril de 1924. O Metro de Madrid mantêm circulação pela esquerda em todas as linhas, em função de os engenheiros projetistas serem britânicos.

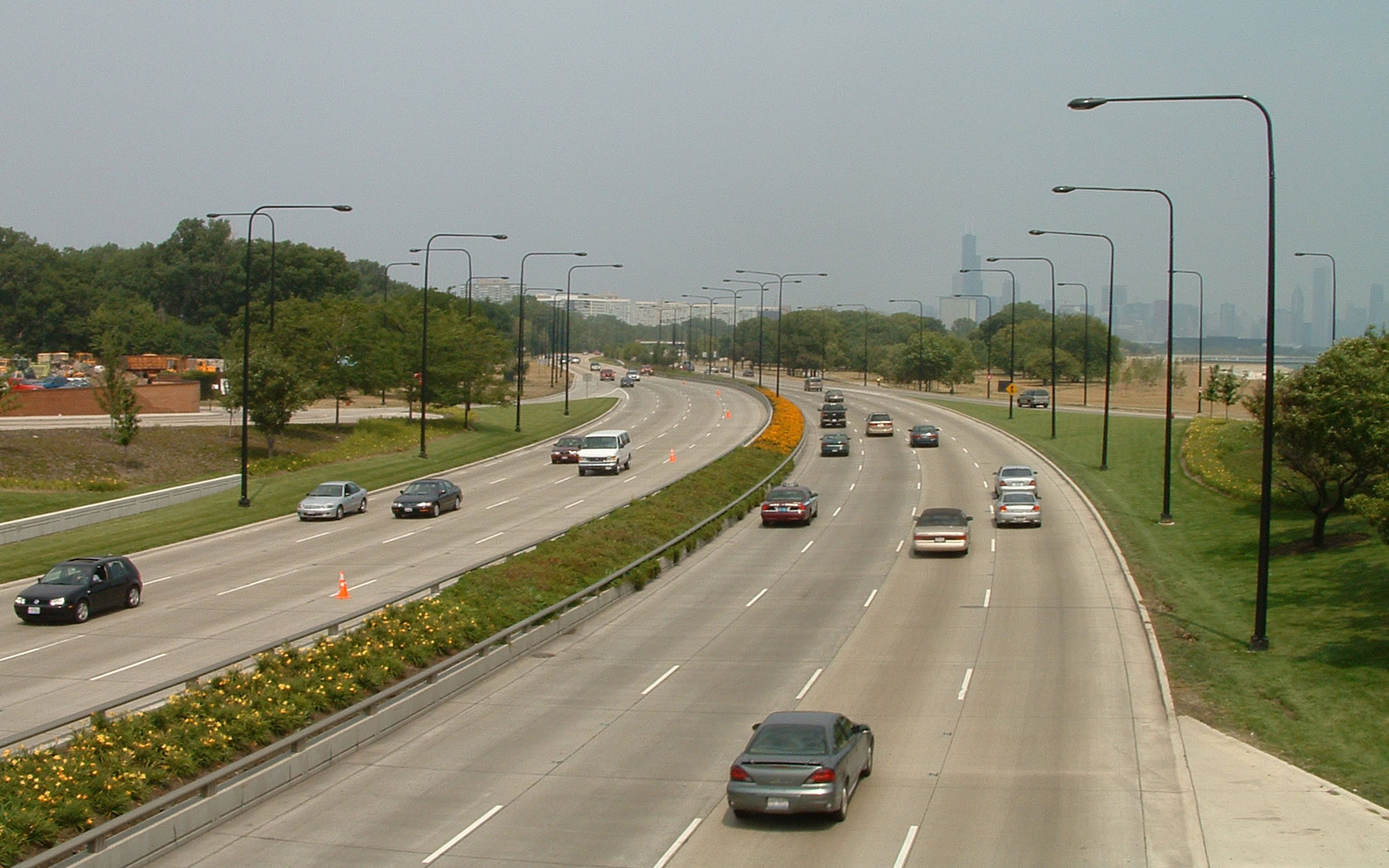
Lakeshore Drive em Chicago, Illinois.

### Estados Unidos
Os Estados Unidos têm condução pela direita, com motoristas dirigindo pelo lado esquerdo dos automóveis.
A primeira lei determinando a circulação pela direita foi passada em 1792, na estrada que ligava Lancaster a Filadélfia. Nova Iorque e Nova Jersey criaram leis no mesmo sentido em 1804 e 1813, respetivamente.
Os primeiros automóveis americanos foram produzidos com volante na direita, seguindo a tradição estabelecida pelas carroças de tração animal. Isto começou a mudar nos primeiros anos do século XX: a Ford passou a fabricar o Modelo T com volante na esquerda em 1908 e a Cadillac em 1916.
Hoje, os veículos americanos têm normalmente com volante na esquerda, com exceção de caminhões de lixo e veículos dos correios, sem contar veículos modificados, antigos ou de coleção.
As Ilhas Virgens Americanas são o único território sob controle americano com mão-inglesa, uma herança do período de colonização dinamarquesa, encerrado em 1917. Embora a Dinamarca já dirigisse pela direita à época, a maioria da aristocracia local era de origem britânica e seguia a prática inglesa de direção pela esquerda.
Alguns estacionamentos têm entrada com circulação pela esquerda em vias de mão única, tal como descrito na parte referente à Croácia.

### Etiópia e Eritreia
A Etiópia mudou a circulação da esquerda para a direita em 8 de junho de 1964. A Eritreia era então parte integrante da Etiópia, o que implica a mesma data para a mudança. A razão da mudança ainda não é claramente conhecida, à medida que os vizinhos Quênia (ao sul) e Sudão (a oeste) tinham circulação pela esquerda.

### Filipinas
A circulação pela direita nas Filipinas foi introduzida no último dia da Batalha de Manila, 10 de março de 1945, para facilitar os movimentos de tropas filipinas e norte-americanas.

### França
A França tem uma longa história de circulação pela direita.
Todavia, um trecho de 350m da Avenue du Général Lemonnier em Paris, que liga a Pont Royal à Rue de Rivoli, tem circulação pela esquerda, com a separação feita por uma elevação no solo da via.
Apesar das regras de circulação para automóveis prescreverem a circulação pela direita, os trens/comboios (com exceção do Metrô de Paris) circulam pela esquerda, o que não causa problemas em função de as vias mais movimentadas serem fisicamente isoladas do tráfego de automóveis, ainda que em lugares de baixa utilização de trens, os trilhos passem em lugares que compartilham o tráfego com veículos e pedestres. Entretanto, as composições são pequenas, utilizando a circulação pela direita em baixíssima velocidade e limitações de carga para evitar acidentes.

### Gibraltar

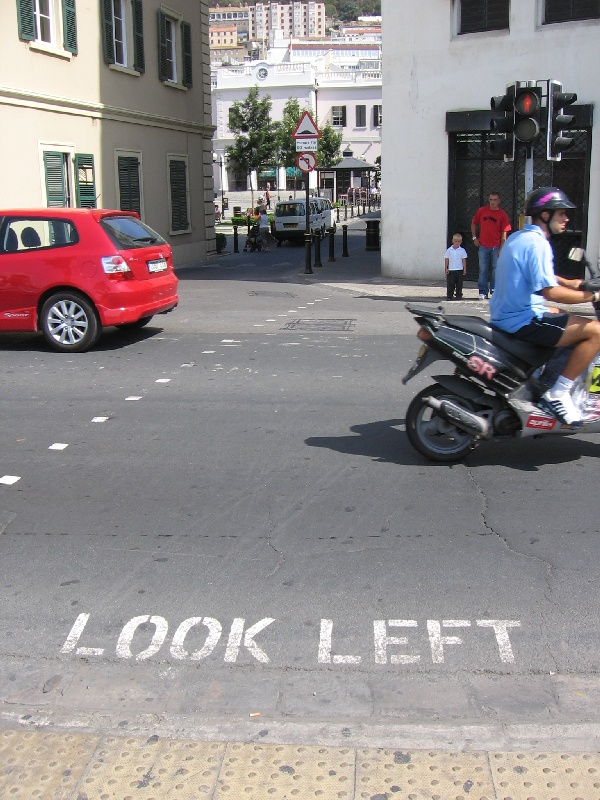
Faixa de pedestres em Gibraltar

Embora o território ultramarino britânico de Gibraltar tenha passado à circulação pela direita em 16 de junho de 1929 para evitar acidentes com veículos oriundos da Espanha (país com o qual Gibraltar tem fronteira), até há pouco tempo alguns ônibus públicos tinham volante na direita, com uma porta permitindo acesso pelo lado direito. Todavia, a maioria dos veículos têm volantes na esquerda, tal qual na Espanha, com a exceção de veículos de segunda mão trazidos do Reino Unido e do Japão assim como veículos das forças militares do Reino Unido alocadas em Gibraltar.

### Guiana e Suriname

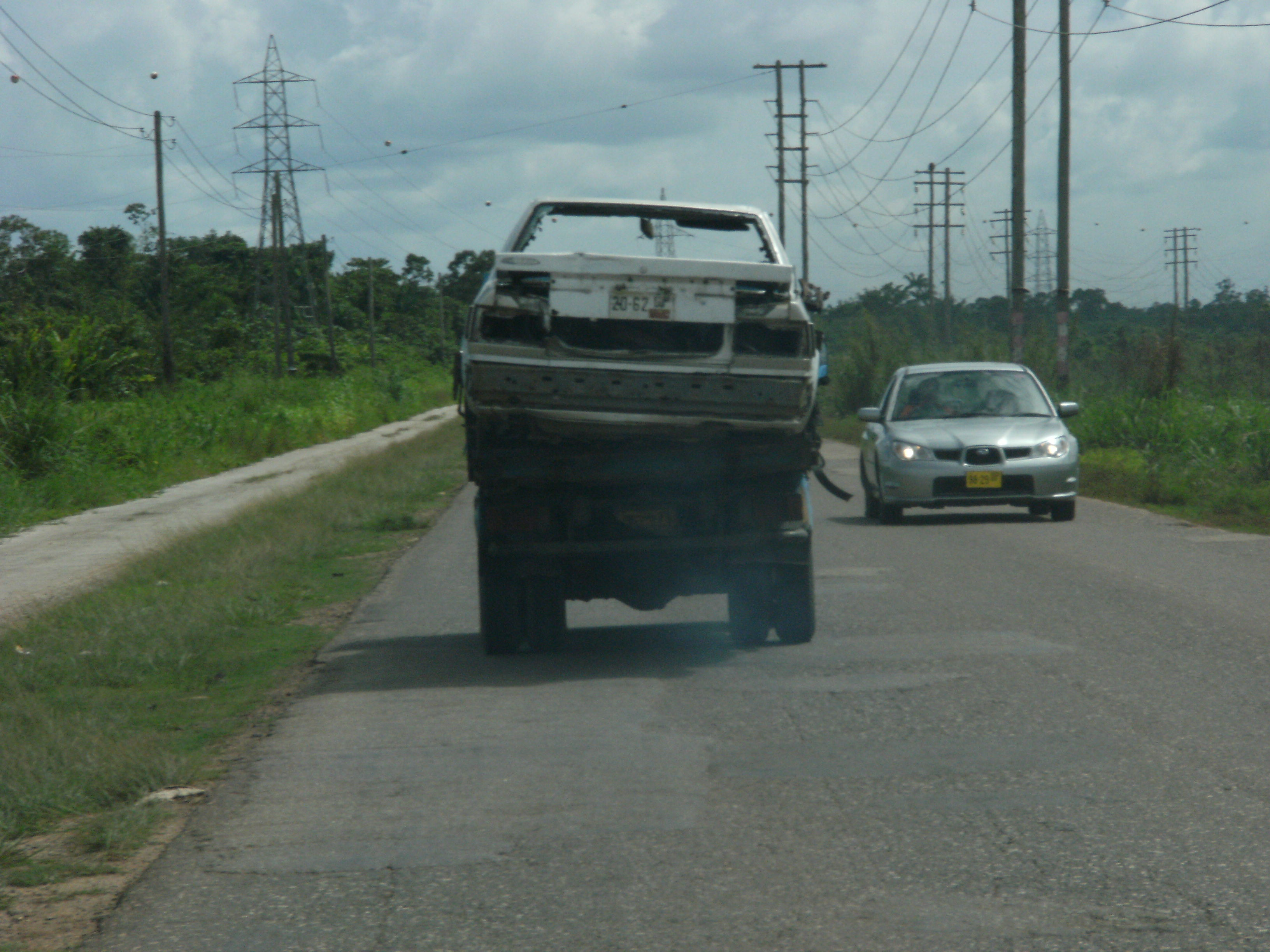
Circulação pela esquerda na Rodovia Martin Luther King no Suriname.

A Guiana e o Suriname são uma das únicas regiões da América do Sul onde a circulação de veículos é feita pela esquerda, juntamente com Trinidad e Tobago, as Ilhas Malvinas e as Ilhas Geórgia do Sul e Sandwich do Sul. Como consequência da construção da Rodovia Pan-americana, quatro países da América continental passaram a circulação da esquerda para a direita entre 1943 e 1961, sendo o último dos quais Belize. Após essa mudança, apenas a Guiana e o Suriname continuaram adotando a "mão-inglesa" em toda a porção continental das Américas. Tanto a Guiana como o Suriname são separados de seus vizinhos por largos rios, com a primeira travessia terrestre por ponte (a Ponte sobre o Rio Tacutu) sendo aberta ao tráfego apenas em abril de 2009. O interior ao sul dos dois países é esparsamente povoado, com poucas rodovias e dessa forma sem postos de fronteira.
No sudoeste da Guiana, próximo a Lethem, o trabalho foi finalmente concluído em 26 de abril de 2009 a Ponte sobre o Rio Tacutu, ligando a Guiana através do Rio Tacutu ao vizinho Brasil, que tem direção pela direita. A inversão de mão se dá no lado guianense, com uma das vias passando sobre a outra através de um pequeno viaduto na estrada que dá acesso à ponte, que tem circulação pela direita. A construção levou vários anos até ser concluída pelo Exército Brasileiro. O Brasil tinha muito interesse em abrir a ponte, que agora dá ao país o acesso aos portos caribenhos na costa norte da América so Sul. A Ponte sobre o Rio Tacutu é um dos únicos locais das Américas onde há uma inversão direta no sentido de circulação.
Na fronteira entre o Suriname e a Guiana Francesa, também ocorre uma inversão de sentidos na travessia de balsa sobre o Rio Maroni entre a cidade surinamesa de Albina e a cidade franco-guianense de Saint-Laurent-du-Maroni. Já na fronteira entre a Guiana e a Venezuela, não existem estradas no lado guianense da fronteira.
No Suriname, muitos dos ônibus particulares são importados do Japão e as saídas foram designadas para embarque e desembarque do lado esquerdo. Todavia, muitos ônibus públicos foram importados dos Estados Unidos (com embarque e desembarque do lado direito), o que exige adaptação das portas.

### Hong Kong e Macau

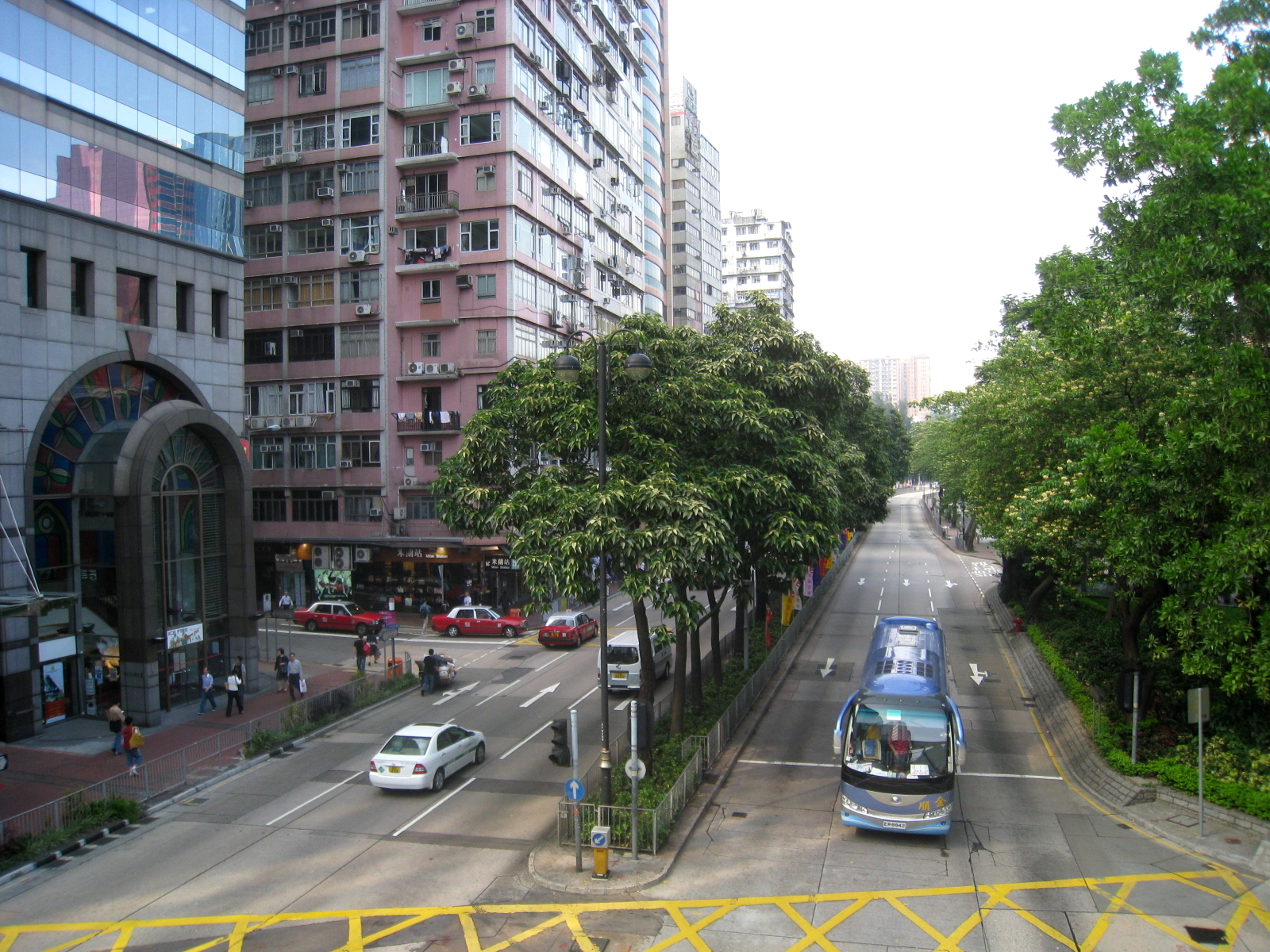
Chatham Road em Kowloon, Hong Kong.

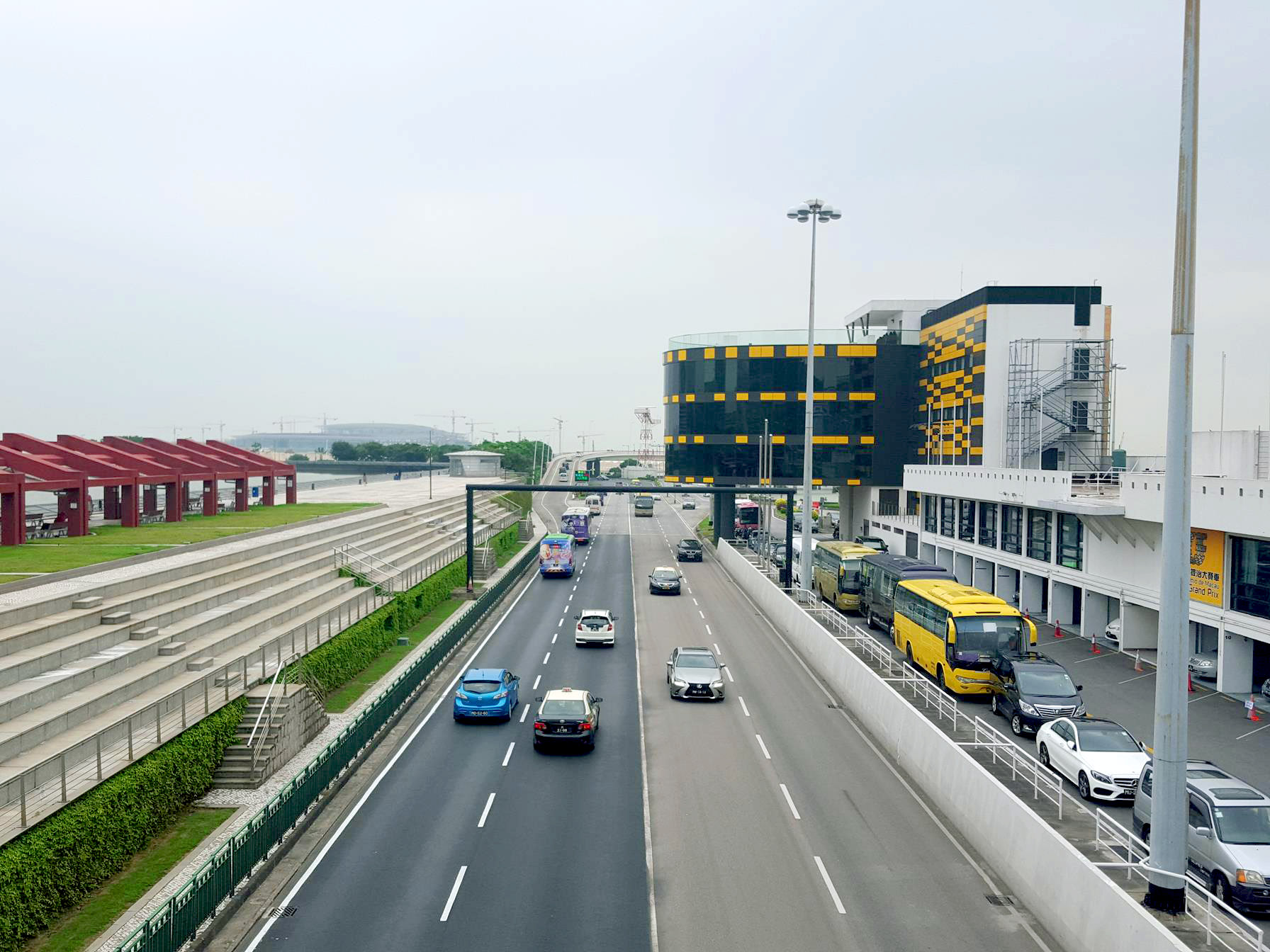
Avenida da Amizade em Freguesia da Sé, Macau.

Na condição de ex-colônia-britânica, Hong Kong segue o costume do Reino Unido de condução pela esquerda. Macau, ex-colônia portuguesa, seguiu o padrão de Hong Kong em função de os veículos locais serem importados através de Hong Kong. Macau não seguiu as mudanças na circulação da esquerda para a direita realizadas em 1928 em Portugal e em 1946 na China.
Sob os auspícios do princípio chinês "um país, dois sistemas", o costume da condução pela esquerda manteve-se em Hong Kong e Macau, agora Regiões Administrativas Especiais da República Popular da China. A maioria dos veículos, mesmo os pertencentes ao exército chinês, têm volante na direita. As exceções, com volante na esquerda, são alguns ônibus que ligam as RAEs à China.
Há quatro postos de fronteira terrestres entre a China e Hong Kong. O maior e mais movimentado é o Lok Ma Chau Control Point, com 31.100 travessias diárias por automóveis. Há mais travessias de fronteira entre a China e Macau. O mais novo ponto de travessia é a Ponte Flor de Lótus, que cruza um canal estreito entre a ilha de Hengqin e Macau, aberta no final de 1999.

### Iêmen do Sul
O Iêmen do Sul, a ex-colônia britânica de Áden, passou a ter circulação pela direita em 1 de janeiro de 1977, sendo que o então Iêmen do Norte e os demais países da Península Arábica já tinham condução pela direita.

### Índia

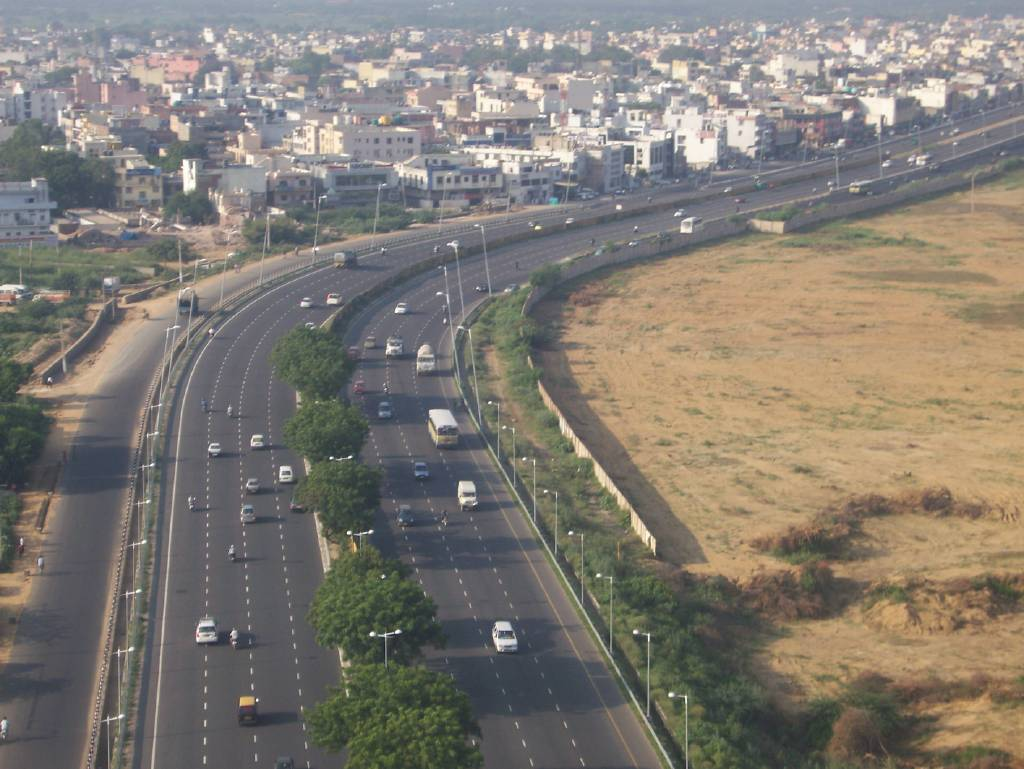
A via expressa que leva de Nova Délhi a Gurgaon.

A Índia tem circulação pela esquerda como herança do período colonial. Agora todos os veículos têm volante na direita, sendo proibida a importação de veículos com volante na esquerda, com exceção de casos especiais, tais como importações de diplomatas. Todos os veículos com volante na esquerda devem manter um adesivo grande no qual se lê 'Left Hand Drive Vehicle' ("Veículo com volante na esquerda") de forma a advertir os outros motoristas.
Os territórios de Goa, Damão e Diu, apesar de terem sido administrados por Portugal até 1961, mantiveram sempre o sentido de circulação pela esquerda, contrariamente à metrópole, onde se começou a circular pela direita em 1 de junho de 1928.

### Indonésia
Indonésia, o quarto país mais populoso do mundo, tem circulação pela esquerda, apesar de ser uma ex-colônia neerlandesa, que tem condução pela direita ao menos desde o século XIX. Em função de o país ser um arquipélago, há apenas três fronteiras terrestres, com a Malásia, com Timor-Leste e com a Papua-Nova Guiné, países que também têm condução pela esquerda. Ainda assim, veículos importados dos Estados Unidos vêm na configuração original e os trens/comboios circulam pela direita, tal como nos Países Baixos.

### Irlanda
A República da Irlanda é o segundo maior país europeu, após o Reino Unido, com circulação pela esquerda. Os visitantes encontram placas com avisos (em inglês, francês e alemão) nas proximidades de grandes cidades, aeroportos e de grandes atrações turísticas, com o objetivo de lembrá-los que na Irlanda dirige-se pela esquerda. A única fronteira terrestre da Irlanda é com a Irlanda do Norte, parte constituinte do Reino Unido; logo, não há mudança do sentido de circulação. As principais fontes de veículos com volante na direita são as duas rotas marítimas de ferry oriundas da França.

### Islândia
A Islândia mudou o tráfego da esquerda para a direita às seis horas da manhã, do domingo, 26 de maio de 1968, no dia conhecido como H-dagurinn ("Dia H" em islandês). Como na Suécia, muitos veículos de passeio à época já possuíam volante na esquerda. O único acidente foi o de um garoto de bicicleta que quebrou a perna. Vários ônibus ficaram parados em congestionamentos.

### Itália

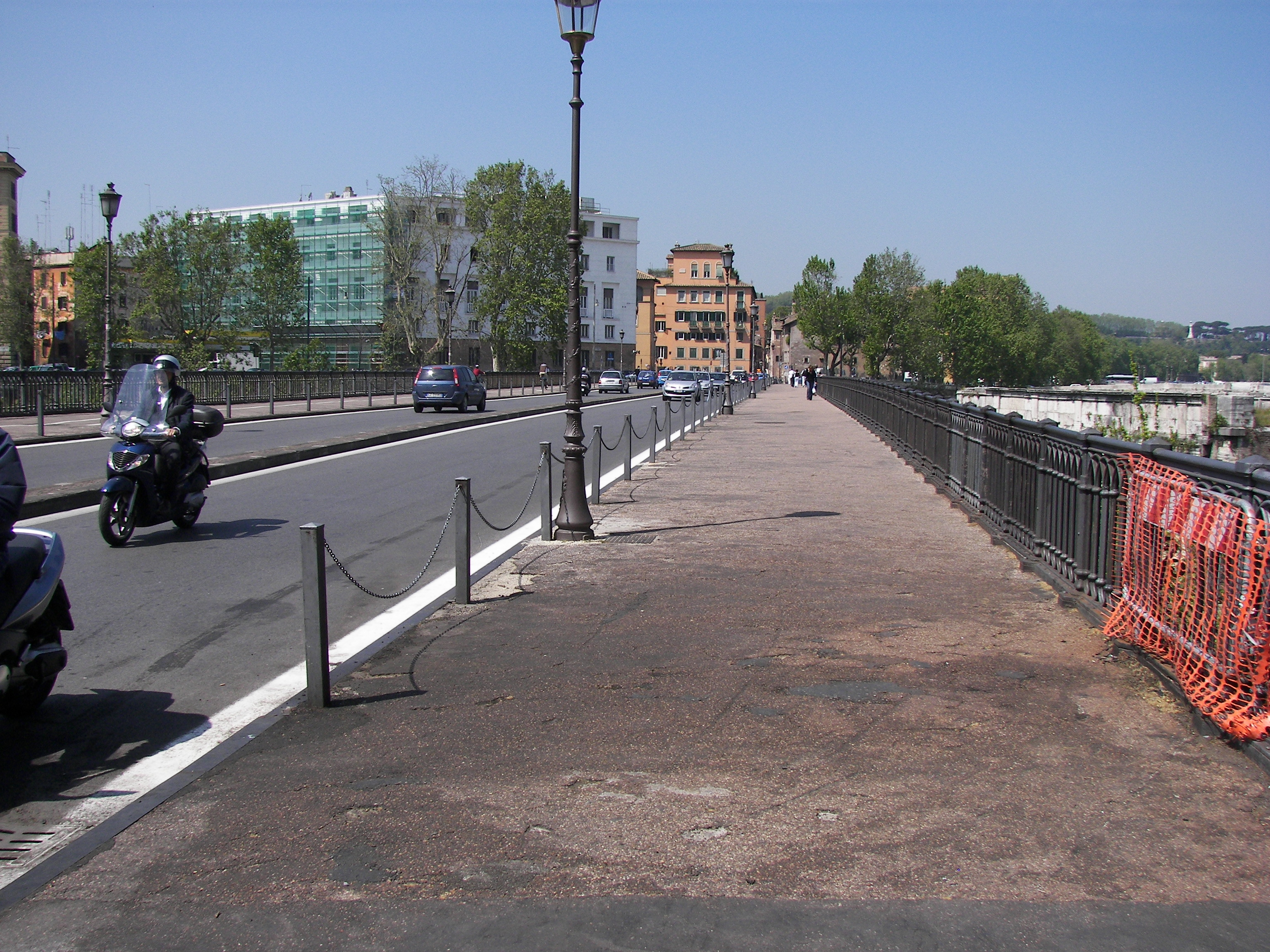
Ponte Palatino em Roma.

Há controvérsias sobre qual lado da rua os antigos romanos circulavam. Evidências arqueológicas no Reino Unido parecem indicar que circulavam pela esquerda. Mas estradas feitas pelos romanos na Turquia parecem sugeriar que os romanos circulavam pela direita.
Na Itália a prática de circulação pela direita começou no final da década de 1890, mas não foi até a década de 1920 que todo o país passou a ter a circulação pela direita como padrão. Durante muitos anos, a circulação se deu pela direita no interior e pela esquerda nas grandes cidades. Roma, por exemplo, só mudou a circulação da esquerda para a direita em 20 de outubro de 1924 e Milão, a última cidade italiana com circulação na esquerda, só mudou seu sistema em 3 de agosto de 1926. Praticamente todos os carros até essa época tinham volante na direita. Mas Alfa Romeo e Lancia não fabricaram carros com volante na esquerda até 1950 e 1953, respectivamente.

### Japão

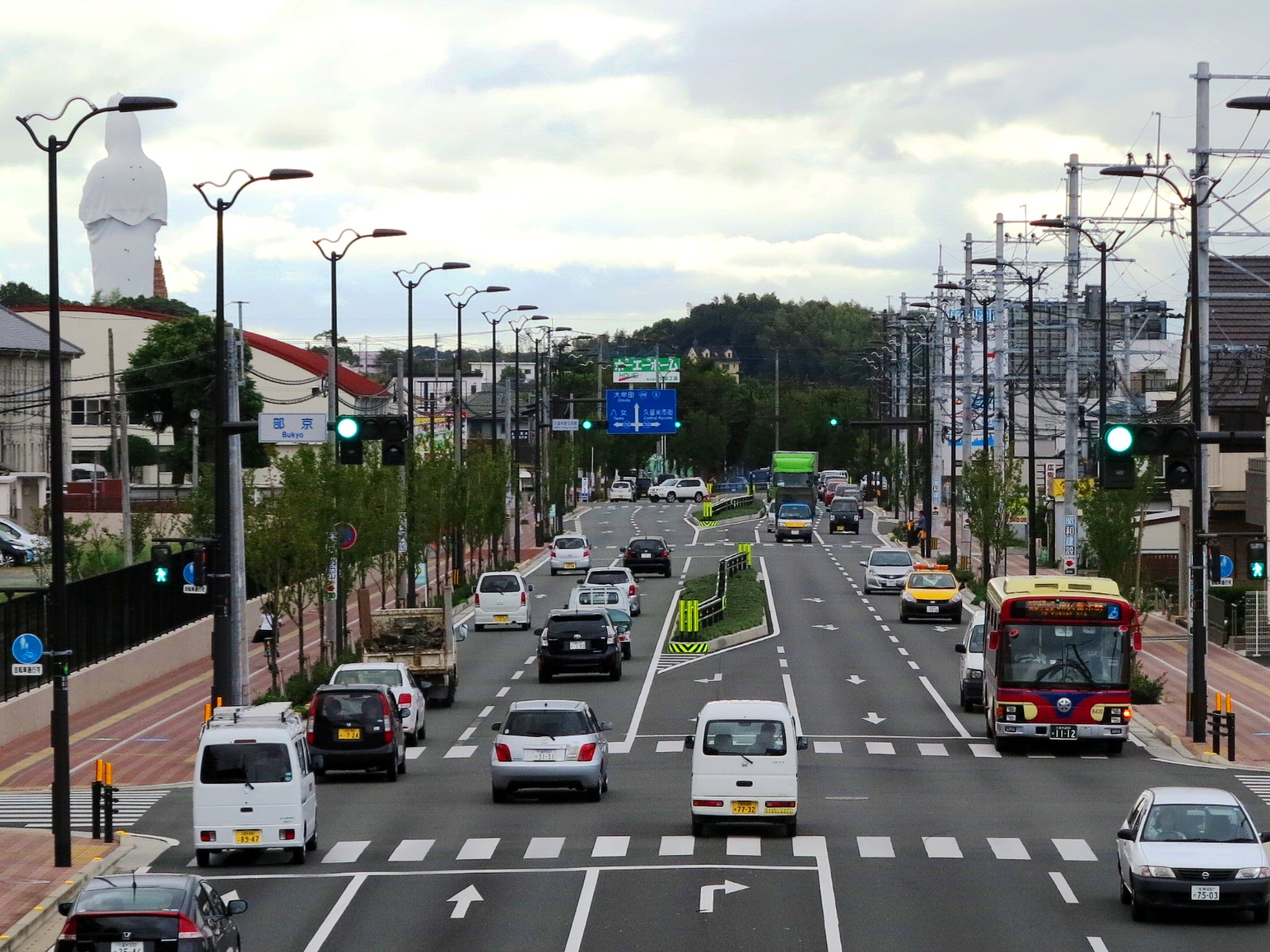
A circulação pela esquerda é a norma no território japonês

O Japão é um dos pouco países fora da Commonwealth (Comunidade Britânica de Nações) a ter condução pela esquerda. Uma prática informal de circulação pela esquerda data pelo menos do Período Edo (1603-1869). Durante o final do século XIX, o Japão construiu suas primeiras ferrovias com auxílio técnico dos britânicos, com a adoção do padrão britânico de circulação pela esquerda.
Após a derrota do Japão na Segunda Guerra Mundial, Okinawa passou a ter administração dos Estados Unidos e forçada a ter condução pela direita. Okinawa retornou ao controle japonês em 1972 e retornou à circulação pela esquerda às seis horas da manhã de 30 de julho de 1978, em obediência ao Tratado de Viena sobre circulação, que exige dos países circulação pelo mesmo lado em todo o seu território. A operação de mudança ficou conhecida como 730 (Nana-San-Maru). Okinawa foi um dos poucos lugares com mudança no sentido de circulação na parte final do século XX.
O Japão permite veículos com volante em qualquer um dos lados. Em alguns casos um mesmo veículo está disponível nas duas configurações.

### Malta
Malta foi colônia britânica de 1800 a 1964 e manteve a circulação pela esquerda. Como padrão, os carros locais têm volante na direita. Em função de Malta ser país-membro da União Europeia, é comum encontrar veículos com volantes na esquerda, tanto pertencentes a turistas, visitantes temporários ou trazidos de segunda mão de países da UE com circulação pela direita.

### Mongólia
A Mongólia é um país com circulação pela direita, com o volante do lado esquerdo dos veículos. Entretanto, há veículos em uso trazidos do Japão com o volante do lado direito. Há planos de proibir a importação e a condução destes veículos, mas ainda não houve a criação de leis nesse sentido.

### Nova Zelândia

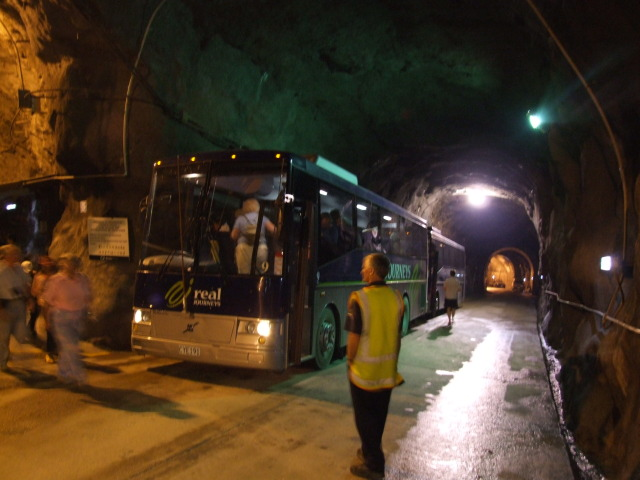
Uma via que excepcionalmente tem circulação pela direita na Nova Zelândia

A Nova Zelândia tem circulação pela esquerda, como herança da colonização britânica.
Como exceção, na estrada subterrânea que dá acesso à Usina de Manapouri os veículos devem circular pela direita. O túnel tem um formato que dificulta a visão à frente. Inicialmente os veículos circulavam à esquerda, mas havia muitas colisões, com ônibus batendo os retrovisores uns nos outros. A mudança para a direção na direita tornou mais fácil aos condutores ver o quanto estão próximos da parede do túnel. Todavia, o túnel não é aberto ao público, estando restrito ao uso de veículos autorizados.

### Paquistão
O Paquistão dirige na esquerda desde os tempos coloniais e se manteve assim depois da independência, em 1947. É o país mais ocidental com circulação pela esquerda na Ásia. O passo de Khyber, na fronteira com o Afeganistão, é um dos lugares mais conhecidos com inversão do sentido de circulação.

### Polônia
A Polônia foi recriada em 1918 com república soberana, a partir de territórios retirados do Império Austro-Húngaro, do Império Alemão e do Império Russo. Nas antigas área sob controle austríaco a circulação se dava pela esquerda, até a mudança para a direita na década de 1920. Em Lviv (em polonês Lwów), na época parte da Polônia, a mudança se deu em 1922 e em Cracóvia em 1925.

### Portugal

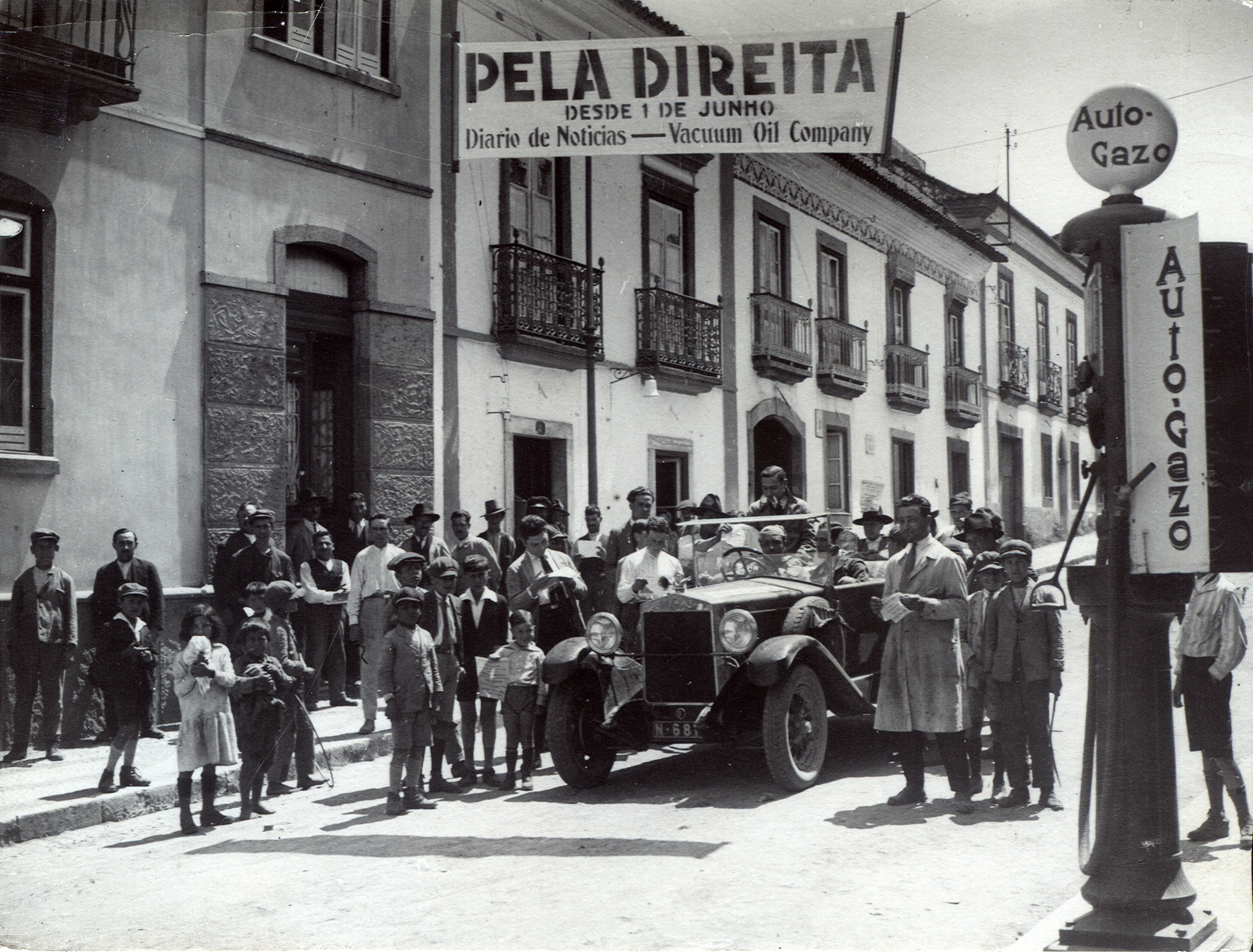
Campanha pública de esclarecimento das novas regras de circulação rodoviária em Portugal, 1928

Portugal mudou a circulação da esquerda para direita em 1 de junho de 1928. Todavia, os comboios (português europeu) ou trens (português brasileiro) mantêm a circulação pela esquerda.[carece de fontes?] Tal mudança foi implementada na maioria de suas colônias, com exceção de Goa, Macau e Moçambique, que tinham fronteiras com países com circulação pela esquerda. Em Timor-Leste houve a mudança para a circulação para a direita nesse mesmo ano, mas a invasão indonésia de 1975 reverteu a circulação timorense para a esquerda, o que foi mantido após a independência, em 2002. Moçambique e Timor-Leste são os dois paises da lusofonía que têm circulacão pela esquerda
Porém, por razões de segurança existe na capital, Lisboa, um arruamento em que a circulação automóvel se faz pela esquerda:
Na Calçada de Carriche, via de entrada e saída de Lisboa, de, e para norte, o corredor de transportes públicos tem uma faixa à esquerda do restante trânsito, a meio da acentuada inclinação na zona correspondente entre o Paço do Lumiar e, o nó de Olival Basto. Dentro do corredor, a circulação faz-se pela direita e esta faixa apenas é utilizada no sentido sul. Isto ocorre para facilitar o acesso de transportes públicos ao centro do Lumiar, uma vez devido à geologia dos terrenos em que a via corre e às construções urbanas existentes em redor, não se poderem ter construído nós desnivelados, ao invés do que ocorre noutras vias rápidas urbanas de Lisboa, tais como a Segunda Circular ou Eixo Norte-Sul. Os transportes públicos que não necessitem de passar no centro do Lumiar, no sentido sul, continuam a circular pelo corredor da direita. Para o sentido norte, apenas existe um corredor, situado à direita da faixa do trânsito particular do mesmo sentido.[carece de fontes?]
A Rua Viriato, na zona das Avenidas Novas, foi recentemente alvo de obras de melhoramento e viu os seus sentidos normalizados. A intervenção foi concluída em Novembro de 2016, através do projeto Pavimentar Lisboa. Até então esta rua, de duplo sentido, ligava com duas de sentido único. Um dos sentidos obrigava a inverter a marcha numa das pontas da rua, por segurança. Esta foi a solução, na altura, considerada como mais adequada para conciliar a circulação automóvel com as edificações urbanas e infraestruturas pedonais, tais como passeios e jardins ali existentes.

### Reino Unido

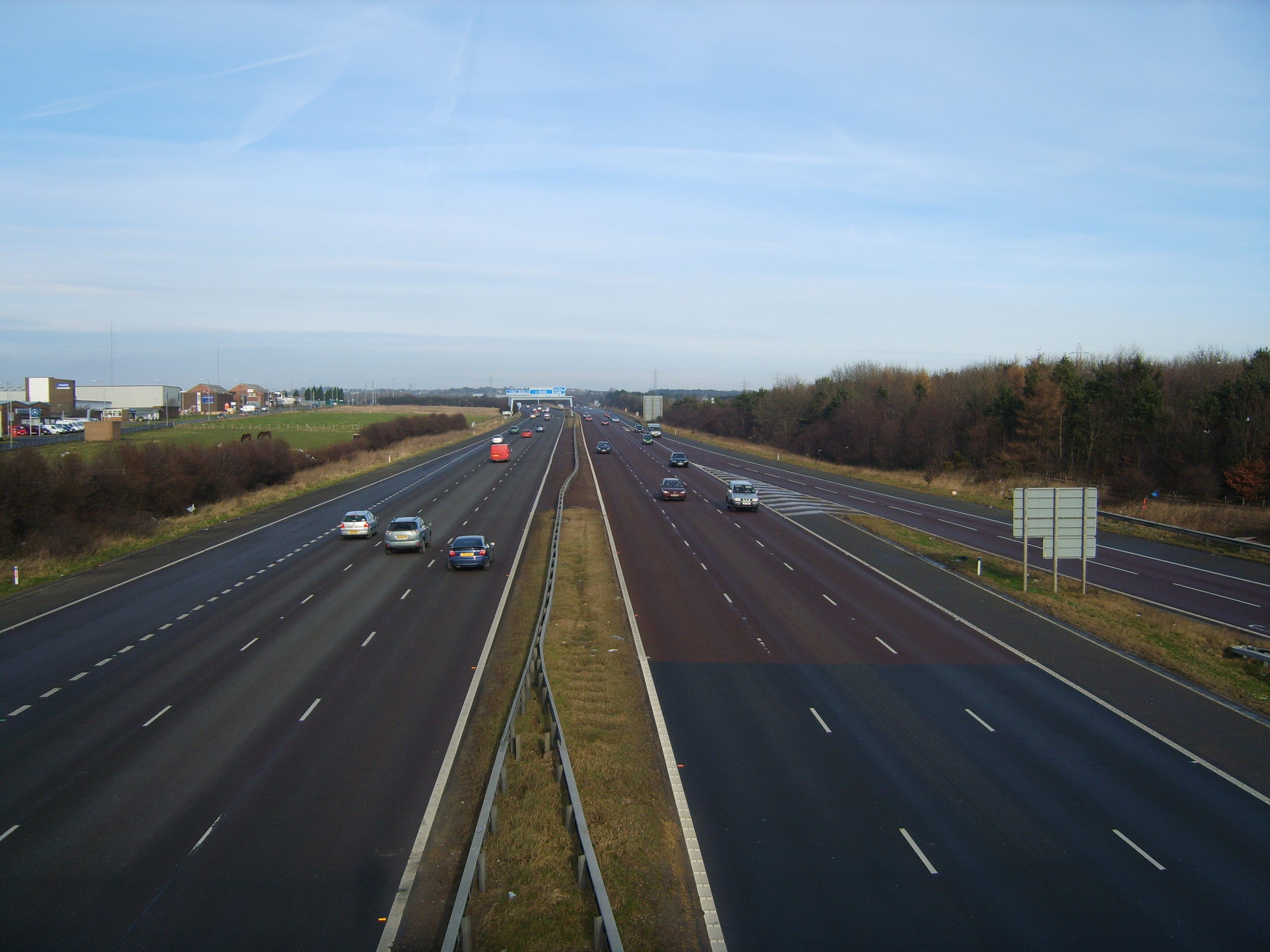
Circulação pela esquerda na rodovia inglesa A1

O Reino Unido tem circulação pela esquerda. Muitos países e localidades tem circulação pela esquerda em função da influência durante a colonização britânica.
Como consequência da legislação da União Europeia referente à livre circulação de bens, muitos britânicos compram veículos com volantes na direita de concessionárias de quaisquer outros países europeus, onde frequentemente são mais baratos, apesar de fabricados nas mesmas indústrias dos carros vendidos no Reino Unido.
Embora o Reino Unido esteja separado da Europa continental pelo Canal da Mancha, a quantidade de veículos que cruza o Canal chega a mais de três milhões e meio de veículos entre o Reino Unido e a França, seja através do Eurotúnel ou de ferries.
Excepcionalmente há veículos com volante na esquerda, normalmente de limpeza, nos quais o mais importante é ver o meio-fio e não o centro das ruas.
Há alguns lugares no Reino Unido nos quais o tráfego se dá pelo lado direito, sendo o caso mais conhecido uma travessa de Londres, chamada Savoy Court, diante do Hotel Savoy.
Em Gibraltar o sentido de circulação também é pela direita
Na ilha de Diego Garcia, no Oceano Índico, o tráfego se dá pela direita, em função da grande presença de militares americanos, apesar de a ilha fazer parte do Território Britânico do Oceano Índico.

### Ruanda
Ruanda, uma ex-colônia belga na África Central, atualmente tem circulação pela direita. Em 2005, um decreto presidencial proibiu a importação de veículos com volante na direita, até a sua completa eliminação no final de 2009.
No início de agosto de 2009 vários jornais africanos publicaram notícias acerca da realização de uma pesquisa pública, na qual Ruanda estaria considerando a possibilidade de alterar o sentido de circulação para a esquerda, prática dos países da Comunidade da África Oriental, sendo Burundi o único outro país-membro da CAO com condução pela direita.

### Rússia
A circulação pela direita na Rússia foi introduzia por édito real de Isabel da Rússia em 5 de fevereiro de 1752.
Embora desde então a Rússia tenha circulação pela direita, a importação de veículos de segunda mão do Japão tornou os veículos com volante na direita tão populares quanto os normais, a ponto de haver aproximadamente um milhão e meio de veículos de origem japonesa nas ruas russas. No extremo leste, em cidades como Vladivostok ou Khabarovsk, veículos com volante na direita perfazem até 90% da frota circulante, algo que não vale apenas para carros particulares, mas também veículos oficiais, como os da polícia, ambulâncias e de uso governamental.
Durante o início de 2005, o rumor de que veículos com volante na direita seriam completamente proibidos levou milhares de pessoas a protestarem contra a medida. Em 19 de maio de 2005, o ministro russo da Indústria e Energia, Viktor Khristenko, anunciou que os veículos com volante na direita seriam permitidos desde que estivessem de acordo com as normas de segurança da Rússia.

### Samoa
Samoa foi uma colônia alemã de 1900 até a ocupação pela Nova Zelândia no início da Primeira Guerra Mundial. Até setembro de 2009, manteve-se em Samoa a prática alemã de circulação pela direita. Em setembro de 2007, o governo samoano anunciou o plano para alterar a circulação para a esquerda, confirmando-o em 18 de abril de 2008, quando o Parlamento aprovou a lei de reforma - Road Transport Reform Act 2008. Em 24 de julho de 2008, o ministro dos Transportes, Tuisugaletaua Avea, anunciou que a mudança se daria às seis horas da manhã, da segunda-feira, 7 de setembro de 2009. Ele também anunciou que aquele dia e o dia seguinte seriam feriados nacionais, para que todos se acostumassem à nova forma de circulação. Samoa foi o primeiro lugar em mais de 30 anos a mudar seu sentido de circulação, sendo os anteriores Nigéria, Gana, Iêmen e Okinawa.
O primeiro-ministro, Tuila'epa Sailele Malielegaoi, declarou que o propósito da lei era permitir aos samoanos comprarem veículos mais baratos, oriundos da Austrália, da Nova Zelândia ou do Japão e também permitir aos samoanos que vivem na Austrália e na Nova Zelândia a condução pelo mesmo lado no qual estão acostumados. De forma a reduzir acidentes, o governo alargou ruas e rodovias, adicionou novas placas e instalou lombadas. Os limites de velocidade foram reduzidos e uma lei seca de três dias foi posta em vigor.
A mudança foi posta em prática depois de um anúncio radiofônico às 5:50 no horário local (16:50 pelo UTC), que proibiu o tráfego e um anúncio às 6:00 no horário local determinou a mudança do sentido de circulação para o lado esquerdo das vias.

### Singapura
Em Singapura, todo o tráfego se dá pela esquerda com os motoristas do lado direito, herança do domínio britânico de quase dois séculos sobre a região. Esta regra foi também adotada para a circulação de pedestres, na qual eles também mantêm-se à esquerda voluntariamente ou com o auxílio de placas indicativas em passeios movimentados. Em escadas e passarelas rolantes recomenda-se aos passageiros manterem-se à esquerda, deixando a direita livre para usuários com pressa, tal como numa rodovia. Ciclovias também têm circulação pela esquerda. Todas as ruas têm circulação pela esquerda, salvo algumas exceções, nas quais ocorreriam nós no trânsito.

### Sudão
Após a mudança da circulação da esquerda para a direita, realizada pela Etiópia em 1964, o Sudão passou a ter duas pequenas fronteiras com países de mão-inglesa ao sul (Quênia e Uganda). Em agosto de 1973, o Sudão mudou o sentido de circulação para a direita para se alinhar com os demais países do mundo árabe.

### Suriname
Vide Guiana e Suriname.

### Suécia
A Suécia teve circulação pela esquerda (vänstertrafik em sueco) desde 1734, quando voltou após um pequeno período de circulação pela direita, iniciado em 1718. Com ou sem determinação legal, o lado esquerdo era tradicionalmente usado por carruagens. A Finlândia, que esteve sob controle sueco até 1809, manteve a circulação pela esquerda até tornar-se Grão-Ducado do Império Russo, em 1858.
Tal prática manteve-se durante boa parte do século XX, apesar do fato de que praticamente todos os carros em circulação no país tinham volante na esquerda (Um argumento que justificava tal característica estava na necessidade de observar a borda da estrada, algo que era importante nas vias estreitas da época). Além disso, os países vizinhos, Noruega e Finlândia, já tinham condução pela direita, levando a problemas no cruzamento da divisa.
Em 1955, um referendo sobre o assunto foi realizado, no qual 82,9% dos votantes foram contrários à mudança, e 15,5% a favor. Não obstante, em 1963, o Parlamento sueco decretou uma lei ordenando a mudança no sentido de circulação da esquerda para a direita. A mudança ocorreu às cinco horas da manhã, do domingo, 3 de setembro de 1967 no dia que ficou conhecido em sueco como Dagen H (Dia H), sendo o 'H' o início de Högertrafik (circulação pela direita).
Em função de os veículos suecos terem volante na esquerda, especialistas sugeriram que a mudança para a direita traria mais segurança, porque os motoristas teriam maior visão da pista à frente. A taxa de acidentes caiu muito após a mudança. Mas retornou ao nível original em dois anos. Os limites de velocidade foram temporariamente reduzidos.

### Tailândia
A Tailândia é um dos poucos países com circulação pela esquerda com a grande maioria de suas fronteiras com países que têm circulação do lado oposto: Myanmar, Laos e Camboja. Somente a Malásia tem circulação pela esquerda.

### Tunísia
A Tunísia é um país com circulação pela direita. Contudo, há um cruzamento de 20 metros na Avenida Habib Bourguiba em Túnis com circulação pela esquerda.

### Uruguai
O Uruguai teve uma lei de 1918 determinando que todos os veículos se mantivessem à esquerda, mas tal como outros países na América do Sul, isto foi mudado em 1945, às quatro horas da madrugada do dia 2 de setembro, um domingo. Um limite de velocidade de 30 km/h (18,6 mph) foi observado até 30 de setembro de 1945 para evitar colisões frontais e ajudar a população a se acostumar ao novo sistema.

## Trens/Comboios
Em cada país, os comboios (português europeu) ou trens (português brasileiro) podem ter ou não o mesmo sentido de circulação que os automóveis. Na França, por exemplo, os carros circulam pela direita, mas como herança mantida das primeiras linhas ferroviárias construídas pelos ingleses, os trens franceses circulam pela esquerda, o que cria situações como a dos comboios do RER se manterem à esquerda e operarem em vias separadas do Metrô de Paris, que tem composições circulando pela direita. Outra anomalia acontece na região da Alsácia, na qual os trens mantêm-se à direita porque as linhas foram construídas pelos alemães, que tiveram soberania sobre a região entre 1871 e 1918. Pontes na antiga fronteira garantem a mudança no sentido de circulação. Os TGV operam em linhas mais recentes, mas que também circulam à esquerda porque também passam por linhas antigas. O Metro de Madrid, assim como o de Roma também circulam pela esquerda. Por razões operacionais, algumas estações do Metrô de Londres também têm circulação pela direita. Nos Estados Unidos, também há algumas ferrovias com circulação pela esquerda. No Brasil, a Estrada de Ferro Santos-Jundiaí, originalmente construída no século XIX com aporte de capital e engenharia Inglesa, tem sua mão de direção (até os dias atuais) pela esquerda de Santos até a cidade de Jundiaí, de onde, posteriormente, fora construída com aporte de capital nacional a Ferrovia Paulista, a qual possui como sentido de circulação o lado direito e segue em direção ao interior do estado. Tal fato, ou seja, a mudança de sentido de circulação dos trens a partir da cidade de Jundiaí, obrigou durante muitos anos a mudança de locomotiva em tal cidade, a fim da continuidade da viagem do trem.
Na Índia os trens circulam pela esquerda. Nas locomotivas elétricas os condutores sentam-se à esquerda e nas locomotivas a óleo diesel, podem sentar-se dos dois lados, utilizando o que for mais adequado.
Ao contrário da predominância do tráfego pela direita dos automóveis, os comboios originalmente tinham o maquinista do lado direito desde o início. Nas locomotivas a vapor, o maquinista ficava à direita e o foguista ficava à esquerda. Este se tornou o padrão no Reino Unido, nos Estados Unidos e por conseguinte, pelos demais países, mesmo quando a circulação se dava pela direita
Nestes países os comboios/trens mantêm-se à direita:
- Afeganistão
- Alemanha
- Bielorrússia
- Bulgária
- Canadá
- Cazaquistão
- Croácia
- Dinamarca
- Espanha (80% da rede.[70] A porcentagem aumentará pois as novas ferrovias são projetadas para tráfego pela direita)
- Eslováquia
- Estados Unidos (exceto na linha Chicago & Northwestern)
- Estônia
- Finlândia
- Filipinas
- Grécia
- Hungria
- Indonésia
- Irã
- Letônia
- Lituânia
- México (em conversão para circulação na esquerda)
- Noruega
- Países Baixos (exceto HSL-Zuid)
- Polônia
- República Checa
- Romania
- Rússia
- Sérvia
- Taiwan (MRT - Taipei Rapid Transit System)
- Ucrânia
- Usbequistão

Nestes países os comboios/trens mantêm-se à esquerda:
- África do Sul
- Argentina
- Áustria (em conversão para circulação pela direita)
- Austrália (exceções em linhas no estado de Vitória)
- Bangladesh
- Bélgica
- Brasil
- China
- Chile
- Coreia do Norte
- Coreia do Sul
- Espanha (20% da rede.[70] com os Metrôs de Madrid e Bilbao.)
- Eslovênia (com algumas exceções próximas à Hungria)
- França (exceto na Alsácia e na Lorena e em todos os metrôs, fora o de Lyon)
- Hong Kong (exceto MTR Linha Ma On Shan)
- Índia
- Irlanda
- Israel
- Itália (exceto o Metrô de Milão)
- Japão
- Luxemburgo
- Malásia
- Myanmar
- Nova Zelândia
- Paquistão (exceto no oeste)
- Portugal
- Singapura
- Sri Lanka
- Suécia (exceto Malmö e mais ao sul)
- Suíça
- Taiwan
- Tailândia
- Reino Unido
- Vietname
- Zimbábue

Potencialmente, há maior segurança para o condutor que opera a composição do lado mais próximo à borda da via, permitindo visão direta da plataforma, seja diretamente, seja através de espelho retrovisor.

## Embarcações e aeronaves
Geralmente, todo o tráfego hidroviário mantém-se à direita, de acordo com o Regulamento Internacional para Evitar Abalroamentos no Mar, sendo que isto veio de uma prática anterior à invenção do leme. Muitos iates e pequenas embarcações têm a posição de condução pelo lado direito, enquanto veículos de motonáutica têm a posição de condução pelo lado esquerdo, para fornecer melhor visão do tráfego no sentido oposto. Todavia, há muitas exceções.
Em aeronaves de controle duplo, o piloto fica do lado esquerdo da cabine e o copiloto mantém-se do lado direito. Em helicópteros, todavia, o piloto senta-se do lado direito e o copiloto do lado esquerdo.